# Боротьба УПА проти німецьких окупантів
Ні за Сталіна,

Ні за Суворова,

Ні за Гітлера,

На розум хворого,

За Україну,

За безмежную,

Ні від Йоськи, ні від Фріца

Незалежную!

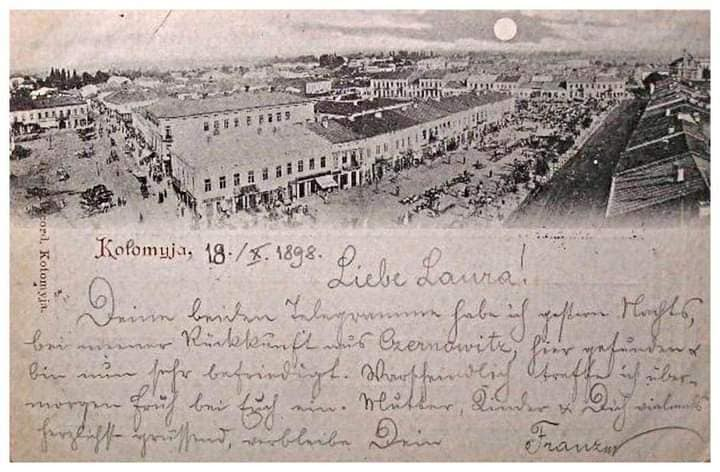
Листівка «За що борються українські повстанці?»
Ні за Сталіна,
Ні за Суворова,
Ні за Гітлера,
На розум хворого,
За Україну,
За безмежную,
Ні від Йоськи, ні від Фріца
Незалежную!

Боротьба УПА проти німецьких окупантів активно тривала від жовтня 1942 року, коли німецькі війська та їх союзники, військова адміністрація вперше зіткнулися з організованими українськими військовими підрозділами, які діяли насамперед на Волині, і до кінця перебування німців на землях України. УПА завдала низку ударів німецьким окупантам відразу ж після утворення. Нижче подаються окремі бої і фрагменти цієї боротьби, а також німецькі й радянські звіти.
Весна-осінь 1943 — період найінтенсивніших боїв УПА з німцями на Волині (основний період «антинімецького фронту»). УПА захоплює окремі населені пункти на Західній Україні де створює власну адміністрацію (наприклад, «Колківська республіка»), намагається протидіяти господарської діяльності німців, веде оборонні бої (антипартизанські акції Еріха фон дем Бах-Залевського і Ганса Прюцмана).
Влітку 1943 в Галичині ОУН-Б створило аналог УПА — Українську народну самооборону (УНС); задача УНС полягала в розповсюдженні дій УПА на Галичину (назва УНС, замість УПА, використовувалося, щоб не підставляти під удар німців організаційні заходи в Дистрикті Галичина, де були інші окупаційні умови). УНС готується для боротьби проти СРСР, але оборонних боїв з німцями все ж уникнути не вийшло. Паралельно триває набір добровольців до дивізії СС «Галичина». Згодом УНС змінює назву на «УПА-Захід».

## Передумови
Проголосивши «Акт відродження Української держави» у Львові 30 червня 1941 року, ОУН сподівалася, що німці з цим змиряться. Однак спроба самовільного проголошення держави на території, вже захопленій німецькими військами, викликала невдоволення Гітлера. На початку липня гестапо заарештувало лідерів ОУН-Б, в тому числі і Степана Бандеру, який постав перед берлінськими чинами, де від нього зажадали публічного скасування «Акту відродження». Не добившись згоди, 15 вересня Бандеру помістили в гестапівську в'язницю, а на початку 1942 року — в концтабір Заксенгаузен, де він утримувався до осені 1944 року.
15 вересня по наказом керівника РСХА Рейнхарда Гейдріха на окупованих Третім Рейхом територіях пройшли масові арешти членів ОУН-Б, що охопили до 80 % керівних кадрів організації. Всього у 1941 році гестапо заарештувало понад 1500 бандерівських активістів, кілька десятків з них незабаром після затримання розстріляли. Репресії торкнулися також мельниківців. Тим часом, коли переможцями в гонці за Львів стали прихильники Бандери, вже в Києві саме мельниківців вдалося створити Українську Національну Раду. Вона взяла владу в місті, проте вже 17 листопада 1941 німці її розпустили. На початку 1942 року частина членів УНРади, в тому числі поетесу Олену Телігу, розстріляли в Бабиному Яру. У вересні 1942 року в концтаборі Аушвіц загинули двоє братів Степана Бандери — Олександр і Василь. За найпоширенішою версією, вони були забиті на смерть поляками-фольксдойче, співробітниками персоналу Освенцима.
Навесні і влітку 1942 року ОУН-Б зосередилася на організаційній, пропагандистської та навчальної роботи, залучаючи сотні нових членів і прихильників. Цьому сприяла поява в лісах безлічі людей, які переховувалися від поліції. Коли німці почали мобілізувати українську молодь для роботи в Німеччині, вони закликали бойкотувати вербування і ховатися. Бандерівські агітатори працювали майже в кожному селі Волині. Загони спеціальних викладачів проводили заняття з політики, ідеології та історії. Основним моментом курсу було вивчення десяти націоналістичних заповідей. Бандерівці також провели велику військову підготовку. Планувалося створення партизанських загонів. У квітні 1942 за вказівкою проводу ОУН-Б на Волині формуються т. Н. «Групи самооборони» (збройні загони ополчення) за схемою: «кущ» (3 села, 15-45 учасників) — повітова сотня — курінь (3-4 сотні). До середини літа на Волині боївки нараховували до 600 озброєних учасників.
У повстанських планах бандерівці також брали до уваги батальйони «Нахтігаль» і «Роланд». Обидва підрозділи після переформування в 201 батальйон шуцманшафту були спрямовані в Білорусь для боротьби з більшовицькими партизанами. Посади командирів в цьому батальйоні зайняли члени ОУН і майбутні воєначальники УПА: Роман Шухевич (майбутній Головний командир УПА), Василь Сидор (командир УПА-Захід), Юліан Ковальський (перший начальник штабу УПА), Антін Шкітак (командир куреня Кривоніс-2), Остап Линда, Олександр Луцький (командир УНС) та інші. У середовищі бандерівців наприкінці 1942 року з'явився задум вивести 201-й поліцейський батальйон на Волинь і власне на його базі розпочати створювати партизанські загони. Однак, незрозуміло, чому цього не сталося. Микола Лебедь, правда, наказав батальйону йти в ліс, але той наказ так і не був виконаний. Українці, замість того, щоб дезертирувати до УПА, після закінчення річного контракту просто разом відмовилися продовжити його. Німці відправили їх групами в Галичину і розформували підрозділ. Зате офіцерів вмістили під домашнім арештом і наказали регулярно відзначатися в гестапо. Тому, не дивно, що значна частина «легіонерів» (старшин і підстаршин), досить швидко виявилася в підпіллі ОУН. Серед них були Роман Шухевич і Василь Сидор.
Перемога Червоної Армії під Сталінградом на початку 1943 року зазначила військову перспективу поразки Третього Рейху у війні, а на територію окупованих західних областей України, виконуючи завдання по руйнуванню німецького тилу, стали проникати радянські партизанські загони і з'єднання, почалася мобілізація місцевих жителів в їх ряди. І це, за даними ряду істориків, стало однією з головних причин прискорення створення націоналістами своїх власних збройних сил, оскільки керівництво ОУН-Б прийшло до висновку, що воно може втратити вплив у регіонах і позбутися бази власного руху.
Рішення про остаточний вступ до активної боротьби з німцями та їхніми союзниками, було прийняте на III Конференції ОУН-Б, яка відбулася 17-21 лютого 1943 року на якій, було ухвалено рішення до створення повноцінної військової структури. Одним з основних доповідачів на Конференції став глава проводу ОУН на ЗУЗ Михайло Степаняк. Він вважав, що завданням ОУН в умовах, що склалися є підняття широкомасштабного антинімецького повстання, перед приходом радянських військ. Після вдалого повстання, на його думку, спроби Радянського Союзу завоювати ці землі виглядали б в очах західних союзників як імперіалізм. Для підняття повстання необхідно було об'єднання всіх українських сил, тому Степаняк виступав за об'єднання всіх українських національно-патріотичних сил і створення багатопартійного уряду. Його пропозиції були підтримані Проводом, але так і не були втілені в реальність через протидію Романа Шухевича і Дмитра Клячківського, на думку яких потрібно було воювати не проти німців, а проти радянських партизан і поляків, боротьба ж проти нацистів другорядна. Солдатам УПА заборонялися бойові дії проти німців за винятком тих випадків, коли вони атакували першими або існувала загроза життю місцевим українському населенню. На третій конференції ОУН (б) були остаточно вирішені питання створення УПА та визначено головні вороги українського визвольного руху (нацисти, поляки і більшовики).
З березня 1943 року загони УПА стали активно нападати на німецькі гарнізони і опановувати терени Волині та Полісся. Наприклад в німецькому документі під назвою «Національно-український бандитський рух», датованим 17 липня 1943 року говориться, що в березні 1943 року загони УПА зробили 8 нападів, 57 нападів — в квітні, а в травні — вже 70.

### Сили противника на Волині
До 1943 року Волинь вважалася досить безпечним районом. Німецькі війська намагалися зберігати там порядок, насамперед, підрозділами допоміжної поліції, що складаються з місцевих українців і колишніх військовополонених Червоної армії різних національностей. І, наприклад, за повідомленнями радянських партизан, в березні 1943 року в Шумському господарському управлінні працювали 5 німецьких військових поліцейських, а українських поліцейських — до 30. У Мізочі служили сім німців в жандармерії і адміністрації і близько тридцяти українських поліцейських. В Острозі було близько десяти німців, 35 українських поліцаїв і близько сорока козаків. У Кременці, поруч з керуванням райвідділу міліції, після боїв на фронті дислокувалися батальйон української поліції і німецькі частини. 1943 року українська поліція на Волині налічувала 11 870 міліціонерів. У той час німецькі війська (без регулярних військових частин) налічували 453 поліцейських і 954 жандарма з поліції порядку. Тільки коли УПА почала свої дії, німці змусили змінити цю ситуацію і посилити гарнізони.
Ескалація партизанських дій на Волині стурбувала німецьку окупаційну владу. У травні 1943 комісар Волині і Поділля Шене визнав, що «те, що відбувається тут» слід вважати «національним повстанням». До другої половини 1943 німці контролювали на Волині та Поліссі тільки великі населені пункти, в той час як провінції і селища були під контролем УПА. Побоюючись втратити контроль і над містами, окупанти почали збільшувати свої гарнізони. Так спочатку в Ковелі було 300 німецьких військовослужбовців, після дезертирства українських поліцейських їх число збільшилося до 4 тис. чоловік, в Костополі — з 50 до 500 осіб.
Після масового дезертирства українських поліцейських в березні-квітні 1943 в ряди УПА, німці вирішили скористатися польсько-українським етнічним конфліктом. Українців-дезертирів із поліції частково замінили поляками. З місцевого польського населення до різних поліційних підрозділів (їх звали шуцманшафтами) були призвані загалом від півтора до двох тисяч осіб. Окрім того, в травні 1943 року німці для боротьби проти УПА перекидають з Білорусі на Волинь 202-й батальйон шуцманшафту, в складі якого перебувало 360 осіб. Цей батальйон практично цілком і повністю складався з поляків, він брав участь в боях проти УПА в лісах Костопольського та вів каральні акції проти українського населення за підтримку УПА. Протягом чотирьох місяців батальйон втратив в боях з УПА 48 осіб. І німецька цивільна адміністрація, і СД підтримали створення польської самооборони. Їй дали згоду на зберігання зброї, а деяким загонам зброю навіть надали. У той же час німці дивилися крізь пальці на те, що польські форпости мали більше зброї, ніж це дозволяли німецькі правила.
Через брак німецьких військ на Волинь була направлена 25-та дивізія угорської армії. З угорських окупаційних військ були сформовані великі опорні пункти на Волині. Так за даними УШПР гарнізон в Рівному нараховував 5000 угорців, ще 2000 угорців були в Сарнах.
Влітку 1943 в боротьбі проти УПА на Волині уповноваженому по боротьбі з партизанами Еріха фон дем Бах-Зелевського була підпорядкована дивізія СС «Флоріан Гайер». На липень 1943 року в складі дивізії налічувалося 8308 бійців, з яких 7350 — в бойових частинах і 958 — в підрозділах постачання і забезпечення. Крім того, в дивізії служили 740 «Хіві».
У вересні за ініціативою Волинського обласного Проводу ОУН-мельниківців був сформований Український легіон самооборони (УЛС), створений на основі повстанських загонів ОУН (м) на Волині, ще не знищених бандерівцями, і командування яких в результаті жорсткої конфронтації з ОУН (б) вирішило дійти згоди з німцями заради успішної боротьби з УПА, а також з радянськими і польськими партизанами. Формування за різними оцінками, нараховувало від 500 до 1000 бійців. На початку 1944 р. УЛС був реорганізований в 31-й батальйон СД, ставши таким чином колабораціоністським військовим підрозділом у складі Збройних сил Третього рейху. Конфронтація мельниківського легіону з бандерівською ОУН тривала і далі.

### Сили інших національно-визвольних організацій
Ще до того, як на Волині з'явилися бандерівські партизанські формування, там вже існувала так звана перша УПА. її очолював Тарас Бульба-Боровець. Як «законний уряд України» Боровець визнавав Уряд Української республіки, що знаходилося у екзилі. «Поліська Січ» діяла на Поліссі та Волині від початку війни проти більшовиків. Але німці після нетривалої співпраці в листопаді 1941 зажадали від Боровця ліквідації угруповання. Приводом стала відмова її бійців брати участь в розстрілі єврейського населення в Олевську 12 листопада. Після формального розпуску угруповання загони Боровця перейшли на нелегальне становище, не виключаючи в майбутньому боротьбу проти німців. У грудні 1941 року Боровець обрав для них назву УПА, апелюючи таким чином до традицій антирадянського партизанського руху в 1921 році. На рубежі 1942-43 максимальна чисельність підрозділів Боровця становила близько 3-4 тис. чоловік. Ядро з 300—400 чоловік дислокувалося в лісах Сарненського, Олевського, Березнівського та Костопільського районів, а інші жили в селах і вважалася мобілізаційним резервом Поліської Січі. Радянські партизани, які воювали на Західній Україні, оцінювали чисельність бульбівців на літо 1943 року аж до 10 000 чоловік. Микола Лебедь, який керував ОУН (б) після арешту Степана Бандери, в написаній ним після війни книзі «УПА» оцінював чисельність загонів Боровця в 150 чоловік.
Боровець в 1942-43 рр. часом вів переговори з німцями і радянськими партизанами, уклавши угоди і з одними, і з іншими про припинення вогню. Він також обріс різними політичними контактами. З ним налагодили відносини мельниківці і бандерівські дисиденти на чолі з Іваном Мітрингою, яких часто називають лівим крилом ОУН-Б. З бандерівцями відносини відразу склалися не найкращі через їх прагнення об'єднати всі націоналістичні організації під своїм прапором. Дії бандерівців поставили формування Боровця в скрутне становище. 19 серпня 1943 на хуторі біля села Хмелівка (Костопільський район) вони напали на штаб Боровця, полонивши частину його людей. Серед бранців була його дружина, Ганна Опоченська (за походженням чешка). Опинившись у безвихідній ситуації, затиснутий між бандерівцями, радянськими партизанами, поляками і німцями, Бульба 5 жовтня 1943 фактично розформував своє військо і звернувся до німців з пропозицією про переговори. Для цього він поїхав до Варшави, де був 1 грудня заарештований і відправлений до концентраційного табору Заксенхаузен. Восени 1944 року Бульбу-Боровця звільнили з табору, а в 1945 році взяли в створену німцями УНА. Він зголосився командувати парашутною бригадою, яку планували перекинути на Полісся.
ОУН-Мельниківці також мали свої партизанські загони. До середини 1943 року чисельність всіх мельниківських партизан склала 2-3 тисячі чоловік. Найсильнішим з них була спочатку сотня, а потім курінь «Хрону» (Миколи Недзведського). Загони ОУН (м) самостійно майже не вели активної збройної діяльності. Метою цих формувань був захист українського населення від німців, а також від польських і радянських партизанів. Протягом декількох місяців бандерівці і мельниківці вели переговори про об'єднання зусиль у спільній боротьбі, але вони ні до чого не привели. Влітку 1943 почалася планомірна робота, спрямована на підпорядкування збройних загонів ОУН-М військовими підрозділами частин УПА. Зрештою, в липні 1943 бандерівцям вдалося оточити і роззброїти значну частину мельниківських загонів.
Відомо ще про цілий ряд регіональних українських націоналістичних організацій, які не підпорядковувалися ОУН (б). Довгий час вони діяли самостійно. Найбільша з них — це Фронт Української революції (ФУР). Організація заявила про свою прихильність демократичним ідеям і традиціям національно-визвольних змагань 1917—1921 років. Лідером ФУР був Тимофій Басюк, колишній лейтенант Червоної Армії (псевдо — Володимир Яворенко). Партизанські загони ФУР налічували (за різними даними) 200—800 вояків, співпрацювали переважно з Поліською Січчю, часто також з частинами ОУН-М, зрідка з УПА. У липні 1943 частина партизан ФУР приєдналася до УПА, частина ще воювала з радянськими партизанськими загонами полковника НКВС Дмитра Медведєва. У вересні 1943 року решта бійців ФУР приєдналася до Українського легіону самооборони.

### Стратегія і тактика боротьби
В першу чергу упівці вирішили завдати удару по цивільній адміністрації нацистів, прагнучи запобігти стягуванню контингентів. Чимало атак були скеровані в адміністративні органи, де вбивали працівників і палили документи. Водночас повстанці нищили молокозаводи, млини, лісопилки тощо. Підрозділи УПА також нападали на районні адміністративні центри та містечка, де німці влаштували так звані опорні пункти, громлячи слабші дільниці. Вони влаштовували засідки на дорогах, знищуючи невеликі групи німецьких поліцаїв. Також упівці чинили напади на деякі каральні експедиції, скеровані проти українського цивільного населення. Натомість УПА рідко атакувала залізничні шляхи, бо не була зацікавлена в послабленні сил Вермахту, який воював проти СРСР.

## Відомі епізоди боротьби з німцями

### Боротьба німецьких спецслужб проти членів ОУН до III-ої конференції ОУН-Б (вересень 1941 — лютий 1943)
Як уже було сказано раніше, після підписання директиви начальника РСХА Гейдріха про проведення репресій на території Третього рейху щодо ОУН-Б, відбулися масові арешти оунівців, у результаті ті опинилися на нелегальному становищі. Приводом для підписання директиви стало вбивство членів проводу ОУН(м) Омеляна Сеника та Миколи Сциборського у Житомирі 30 серпня 1941 року. Німці поклали провину за ці вбивства на бандерівців.
Нацисти насамперед активно переслідували членів Похідних груп ОУН, які прямували на Східну Україну. Арешти їхніх членів відбувалися у Миргороді, Житомирі, Полтаві, Вінниці, Херсоні та Миколаєві. Північна та центральна група були переважно розгромлені. Південна група була успішнішою. Їй вдалося досягти Одеси та створити там сильну базу ОУН. У жовтні 1941 року в Миргороді було заарештовано і розстріляно Миколу Лемика. У Херсоні наприкінці 1941 року німцями було розкрито бандерівську організацію, до якої входив заступник бургомістра та начальник поліції Конрад, згодом розстріляний. .
У донесеннях начальника поліції безпеки та СД від 22 травня 1942 року повідомлялося в Берлін, що в районі Костополя вдалося знайти і захопити бандерівський склад зброї, в якому знаходилося 600 гвинтівок, 12 кулеметів, 254 тисячі набоїв, 4 тисячі гранат, 1200 протигазів, 20 тис. артилерійських снарядів та інше військове майно. «Встановлено, що бандерівський рух, у результаті використання військових обставин, утвердився на Волині і Поділлі, і зібрав велику кількість членів». Це був перший успіх гітлерівців по знешкодженню бандерівських загонів.
25 липня 1942 року при спробі втекти від гестапівців у Києві був вбитий Дмитро Мирон («Орлик»), він був видатним ідеологом ОУН і автором «44-х правил життя українського націоналіста».
В ніч на 17 жовтня 1942 співробітникам СД вдалося викрити у Харкові підпільну друкарню ОУН-Б. В ході штурму будівлі виникла жорстока перестрілка, яка закінчилась арештом 11 бандерівців. Про бойові втрати вбитими та пораненими не сказано нічого. Конфісковано багато пропагандистських матеріалів і 14 ящиків з матрицями.
На початку листопада 1942 року ОУН вирішила влаштувати у Львові низку нападів на німецькі товарні склади таким чином, щоб відповідальність за це впала на польських підпільників — під час цих нападів при пов'язаних вартових розмовляли лише польською мовою. Також нападники залишали листівки з гаслами польською мовою на кшталт: «Ми теж люди, і теж хочемо жити!» або: «Геть Гітлера, хай живе Польща!». 11 листопада оунівці розкидали по Львову листівки польською мовою із закликом до повстання. Підпільники сподівалися, що внаслідок цієї та попередніх провокацій відбудуться антипольські німецькі репресії. Німці, однак, викрили справжніх авторів листівок, і від арештів знову постраждали оунівці.
У другій половині листопада з Німеччини до Львова було відряджено групу відповідальних працівників Гестапо для розшуку і арештів членів найвищих структур ОУН(б). 21 листопада 1942 р. в ході облави гестапівці накрили одну з конспіративних квартир ОУН(б) на вул. Жулинського. Штурмбанфюрер СС Герхард Шарфф разом з іншим службовцем кримінальної поліції арештовували п'ятьох оунівців, але раптом до помешкання зайшов член Проводу Дмитро Маївський. Побачивши облаву, він, однак відмовився здаватися і замість цього вихопив пістолет і пострілом в голову вбив Герхарда Шарфа і поранив службовця кримінальної поліції в плече, а сам, не дивлячись на отримані дві кулі, втік через вікно.
На початку грудня 1942 року у Львові зібралася на конференцію військова референтура, щоб відзвітувати Проводу за проведену роботу з підготовки до формування збройних сил. І тут гестапівцям усміхнувся успіх. 4 грудня нацисти провели широкомасштабну облаву, в ході якої схопили 18 оунівців, переважно працівників військової, пропагандистської та організаційної референтур Проводу, у тому числі 3-х членів Проводу ОУН (б) — Івана Климіва («Легенду»), Ярослава Старуха та Дмитра Грицая. Їх ув'язнили на Лонцького. Климів був страчений того ж дня.

### Шепетівська операція Поліської Січі
«Шепетівська операція» була проведена в ніч на 19 серпня 1942 року з'єднаної групою «летючих загонів» бульбівської УПА на вузловому залізничному пункті Шепетівка. Повстанці заволоділи чотирма ешелонами різного майна, яке було вивезено в ліс. Крім того, звільнені два ешелони людей, яких везли на примусові роботи в Німеччину.
Про схожу операцію вже бандерівської УПА повідомляється в німецьких звітах з червня 1943 року. Йдеться про «українську банду», яка захопила добре захищені військові продовольчі склади в Шепетівці.

### Підрив лінії зв'язку Вінниця—Берлін (осінь 1942)
Було здійснено тричі силами боївки УПА, що дислокувалася на хуторі Кобилище (нині село Оржів, Рівненського району).
Телефонний кабель, що зв'язував ставку Гітлера у Вінниці з Берліном, бійці УПА підривали біля автошляху Рівне — Луцьк, неподалік селища Клевань — (Рівненського району). Вперше підрив здійснили навпроти хуторів Сморжевських, а другий та третій раз — біля хутора Адамків.
Усі підриви проводились з інтервалом у кілька тижнів. Німецькі військові зв'язківці днями сиділи у ямах від вибухів відновлюючи важливий для 3-го Рейху зв'язок.
У цих акціях участь брали уродженці села Оржів Гомон Лонгін, що власноруч виготовляв вибухівку, та Колосюк Антон.

### Напад наТучин(3 грудня1942)
У ніч з 2 на 3 грудня 1942 року, група бульбівців, переодягнувшись в радянських партизан, напала на село Тучин на Рівненщині. Втрати ворога мінімальні — кілька людей. Після короткого бою з німецькою поліцією, націоналісти почали вивіз майна друкарні з райцентру. Шрифти, ротаційні машини і деякий інший інвентар друкарні були завантажені в сани. Основні друкарські машини залишилися незачепленими. Через 1,5-2 години, коли з міста Рівне прибуло підкріплення німців, група залишила Тучин і виїхала в напрямку на північ.

### Бій біля с.Городець(20 січня 1943)
Відбувся 20 січня 1943 р. між бійцями УПА загону «Коробки-Довбенка» з німецьким військовим загоном, до складу якого окрім німців входили власовці.
На той час німецьке військове командування використовувало власовців для несення служби на теренах рівненського Полісся. Цей бій входить до числа перших боїв УПА з військовими частинами німецької армії на Волині. В результаті бою німецький загін знищено, а біля 30 власовців втекли. В бою знищено гебітскомісара Сарненського району.

### Бій біля м. Володимирця(7 лютого 1943)
Відбувся 7 лютого 1943 року між загоном Коробки (УПА Північ) та німецьким гарнізоном містечка Володимирець Рівненської області. Того дня перша сотня УПА (загін Коробки) здійснила успішний напад на німецький гарнізон, що дислокувався у Володимирці. Окрім 30 німців, до складу гарнізону входило до 70 узбеків та 200 осіб поліції. Бій тривав цілу ніч й завершився розгромом німецького гарнізону. Було розбито станицю німецької жандармерії й здобуто значну кількість зброї та амуніції.
Безпосередньою причиною нападу на селище було поранення і арешт німцями члена ОУН-Б «Діброви», якого утримували в Володимирці. Коли дані про це потрапили до місцевого керівництва ОУН, то на нараді під керівництвом «Дубового» (Івана Литвинчука) було ухвалено рішення напасти на відділення шуцполіції і звільнити заарештованого.
За даними УПА, загинули 7 супротивників, в тому числі німецький командир жандармерії. УПА втратила одного убитого та двох поранених. За словами одного з учасників бою, Федора Кіндрата втрати німців досягли 63 вбитими та 19 потрапило у полон, включно з комендантом жандармерії.

### Бій біля с.Висоцьк(22 лютого 1943)

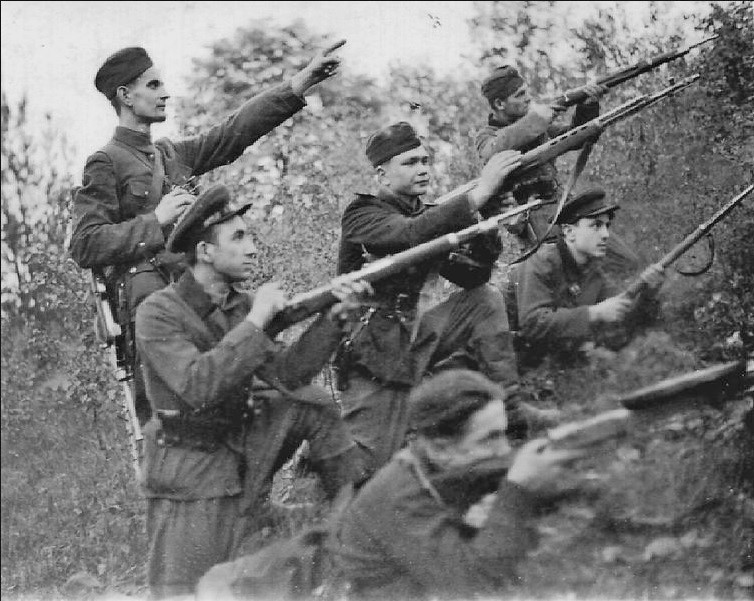
Повстанці з Острозького відділу в Суразьких лісах. Грудень 1943 р.

Бій УПА біля села Висоцьк з переважаючими за чисельністю частинами німецької армії відбувся 22 лютого 1943 року.
Після постою неподалік від с. Висоцьк Дубровицького району Рівненської області загін УПА під проводом Коробки здійснив напад на німецький гарнізон у селі. На початку бою підрозділ німців нараховував близько 200 вояків. Бійці УПА вогнем почали тіснити ворога. Згодом на допомогу німцям прибув підрозділ з близько 350 вояків. Відділ УПА змушений був відступити у ліс, завдаючи значних втрат німецьким підрозділам.
В результаті бою німецькі підрозділи загубили близько 20 вояків убитими. Серед упівців загинуло двоє. Одним з загиблих був командир загону Григорій Перегійняк (Довбенко-Коробка).
Польський історик Гжегож Мотика, посилаючись на свідчення одного з бійців загону Перегиняка, призводить дещо іншу версію бою. Німці перші атакували упівців на постої і ті після короткої перестрілки відступили. Перегиняк після перших хвилин зіткнення знаходився в іншому селі. Почувши постріли, він прискакав до місця сутички на коні і відразу ж загинув. У бою загинула також санітарка УПА, яка застрелила двох німців з пістолета, ще трьох вразила гранатою.

### Звільнення в'язнів з німецької тюрми у м.Дубно(лютий 1943)
Було здійснено боївкою УПА під проводом «Орлика» (Цивак Олексій Прокопович) у лютому 1943 р.. Боївка «Орлика», що входила до відділу УПА «Білого» (командир відділу походив з Київщини) у лютому 1943 р. вчинила відчайдушний напад на німецьку тюрму у місті Дубно. В результаті акції було звільнено від німецького полону близько 200 в'язнів й двох німецьких вояків було убито.

### Звільнення в'язнів з німецької тюрми у м.Кременець(19—20 лютого 1943)
В ніч із 19 на 20 лютого 1943 року українські повстанці под проводом Івана Климишина напали на тюрму у місті Кременець, вони звільнили усіх в'язнів і без втрат залишили місто. Відомо, що станом на лютий 1943 року у камерах цієї в'язниці утримувалося чимало членів ОУН(б) та ОУН(м), місцевих селян, що не здали німецькі продовольчі податки, комуністів, втікачів від вивозу на примусові роботи до Німеччини.

### Підрив німецького потягу біля с. Каменуха (лютий 1943)
Сьогодні це село має назву Кам'яна Гора Костопільського району. Акцію було здійснено у лютому 1943 р. підрозділами УПА у складі сотні «Лиса» (сотенний Юрченко Григорій Васильович) та сотні «Вихора» (сотенний Керентопф Роман Карлович), які поблизу села Каменуха підірвали німецький потяг, що саме перевозив зброю. Які наслідки мала ця акція невідомо. Після акції бійці УПА відійшли у ліс.

### Акція проти німецьких карателів біля с.Майків(7 березня 1943)
Здійснена загоном УПА 7 березня 1943 р. на Рівенщині. Загін німецьких військових провів каральну операцію проти населення у с. Майків Гощанського району. Про це згодом було повідомлено загін УПА, що дислокувався у лісі й відразу кинувся навперейми. Бійці УПА наздогнали німців вже за селом й зав'язали бій, який тривав біля чотирьох годин, і в ході якого було знищено близько 50 німецьких карателів. Про жертви упівців даних не збереглося.
За іншими даними ці події відбулися 7 липня 1943 р., коли німецькі вояки разом зі власовцями та поляками спалили село Майків. При поверненні після цієї «спецоперації» на німецьку вантажівку напала місцева боївка УПА під командуванням «Перця» (Пристопчук Федір Васильович). В ході нападу було знищено 14 німецьких військових, декількох поранено і двох взято у полон. Решті німецьких вояків вдалося втекти у напрямку на село Русивель. З боку УПА у цьому бою загинуло двоє бійців і декілька було поранено.

### Бій в Оржеві (10-11 березня 1943)
В ніч з 10 на 11 березня 1943 року відділ УПА наскочив на фанерну фабрику в Оржеві (Рівненська область), де була зброя i амуніція. Втрати німців за даними УПА склали 60 вбитих і поранених; втрати УПА: 4 вбитих, серед яких і командир «Остап» (Сергій Качинський), що особисто керував боєм. Польські історики наводять число убитих ворогів в 30 чоловік, як німців, так і мирних поляків, що працювали на заводі. Український історик Данило Яневський висловив точку зору, що формування Сергія Качинського нікому не підпорядковувалось і діяло самотужки без санкцій «зверху».

### Дезертирство українських поліцаїв на Волині (березень-квітень 1943)

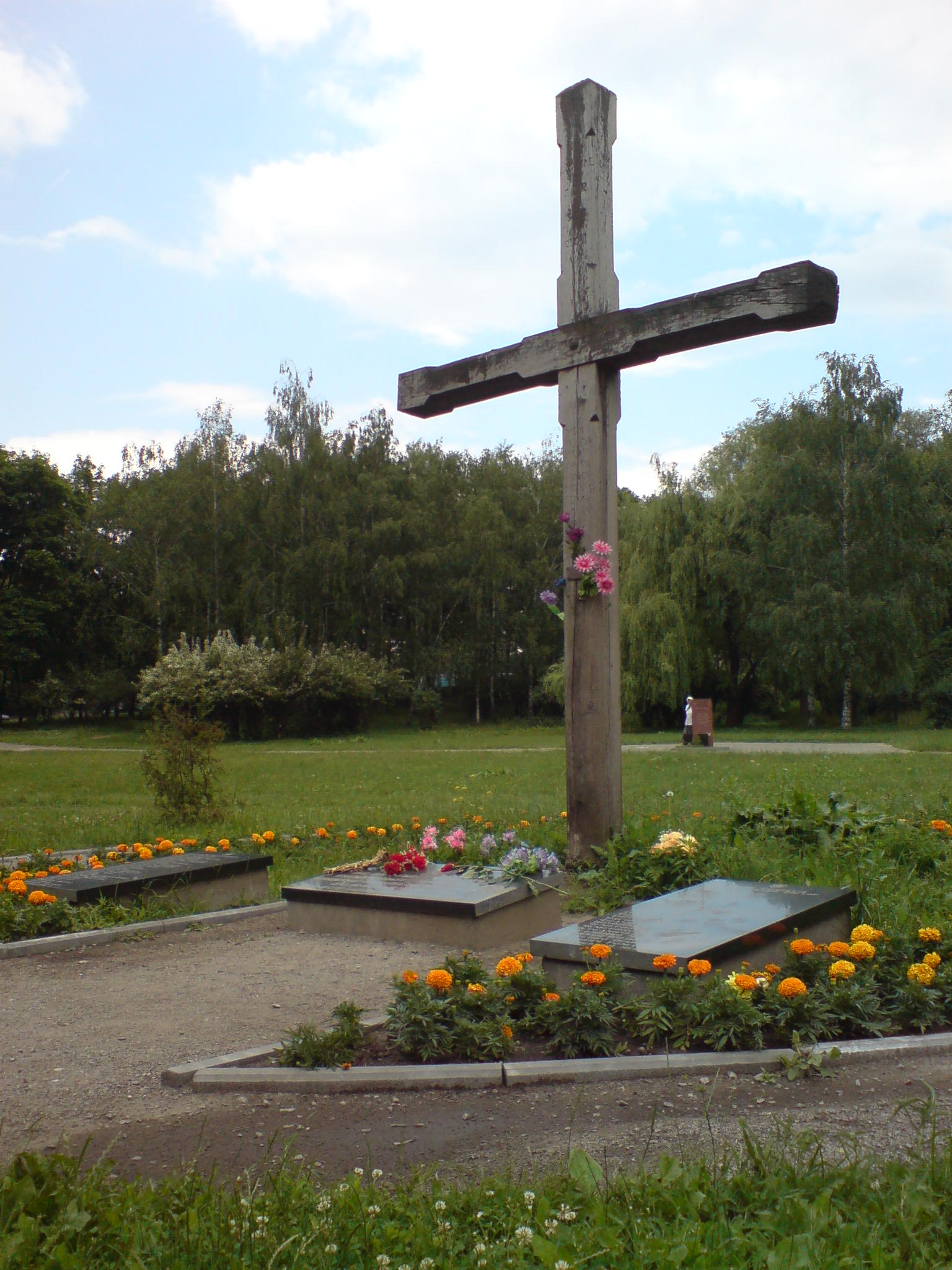
Дерев'яний хрест у Бабиному Яру, встановлений на пам'ять розстріляних гестапо членів ОУН у Бабиному Ярі

Масовий вихід зі служби українських що перебували, які перебували на службі у німецької адміністрації протягом березня і квітня 1943 року. Після дезертирства велика частина міліціонерів-дезертирів приєдналися до УПА. Всього ряди УПА поповнило від 4 до 6 тисяч співробітників допоміжної поліції (всього в той час українська поліція на Волині налічувала 11 870 осіб).
Існує кілька версій причини дезертирства шуцманів. Найпоширеніша з них — це рішення, прийняте на III конференції ОУН-Б. Метою дезертирства було поповнити ряди УПА. Інша версія — це провокація з боку радянської розвідки. Командир 1-ї партизанської бригади спеціального призначення ГРУ полковник А. П. Бринський привів до дезертирства одий поліцейський підрозділ, маючи намір включити його до складу радянських партизанських загонів. Німці у відповідь почали заарештовувати поліцейських і розстрілювати їх, внаслідок чого інша частина втекла «в ліс». Однак Бринський не очікував, що дезертири переважно вступлять не в його загони, а в УПА.
Ці події дехто іноді також трактує, як боротьбу з нацистами і не дарма, бо дезертирство поліцейських викликало репресивні заходи з боку окупаційної адміністрації, а покидаючи поліцейські ділянки, дезертири звільняли ув'язнених і розстрілювали німецьке командування. Часто приводом для дезертирства був напад на поліцейський відділок або в'язницю загонів УПА. Ось кілька прикладів:
- 9 березня 1943 року боївка ОУН-Б під проводом Івана Климишина «Крука» напала на Бережці. Скориставшись нападом, українські поліцаї атакували німців і вбили їх;
- 18 березня 1943 року українські поліцаї вбили коменданта й утекли з поліцейської дільниці в Боремелі.
- 20-22 березня з Луцька за ініціативою Степана Коваля-«Рубашенка» дезертирував господарський батальйон поліції, який налічував 320 чоловік. Разом з ним до партизанів перейшли охоронні підрозділи і районна поліція (близько 200 чоловік). Перед відходом вони в Луцьку напали на табір для військовополонених, звідки звільнили близько 40 осіб, а також відкрили збірний пункт для примусових робітників. Батальйон відступив до околиць містечка Колки, де на його базі було створено батальйон УПА на чолі з «Рубашенком».
- В ніч з 21 на 22 березня дезертирувала вся українська допоміжна поліція в Кременці. Втікачі забрали зі складів зброю і боєприпаси і зникли в лісі. Частина міліціонерів розійшлася по домівках, інші приєдналися до мельниківську загону «Хрону» (Миколи Недзведського) і бандерівським відділу «Крука» (Івана Климишина)[61].
- У ніч з 25 на 26 березня 1943 року упівці обстріляли Мацеїв. У погоню за націоналістами німці відправили 103-й поліцейський батальйон, який налічував близько двохсот двадцяти осіб. Одразу ж після виходу з містечка поліцаї дезертирували та утворили курінь УПА, який очолив ініціатор утечі — Іван Климчак «Лисий».
- В ніч з 27 на 28 березня загін УПА під командуванням Олексія Брися атакував Горохів. Внаслідок чого, місцевий гарнізон української допоміжної поліції дезертирував і приєднався до повстанців[62].
- На рубежі березня й квітня 1943 року в селі Новостав в Шумському районі німці організували розшук поліцаїв дезертирів. Сталося зіткнення, в якому загинуло 38 німців. Німці в паніці відступили. Під час бою згоріло десять селянських господарств, кілька мирних жителів загинули. В УПА втрат не було[61].
- Дезертирство відбувалися і на сході України. В ніч з 10 на 11 квітня 1943 повстали поліцаї в Ярмолинцях (Кам'янець-Подільський район). 150 шуцманів (включаючи 60 поляків) вбили дев'ять німецьких офіцерів і втекли до Лидвипільських лісів. Зрештою, поляки повірили в німецькі гарантії безпеки, повернулися і здалися (пізніше їх розстріляли), а українці невеликими групами дісталися до своїх[63].

Спроби дезертирства не завжди закінчувалися успіхом. У Здолбунові українські поліцаї відмовилися виконувати накази. Німці негайно їх роззброїли, дванадцятьох
розстріляли, а решту відправили до Німеччини.

### Напад на Млинівці (22 березня 1943)
22 березня 1943 упівці оточили школу в селі Млинівці на Тернопільщині, де знаходився німецький гарнізон з кількох людей. Будівля згоріла разом з німцями і трьома поляками.

### Звільнення в'язнів концтабору Осада Креховецька (24 березня 1943)
Було здійснено 24 березня 1943 року об'єднаною групою УПА у складі сотень «Недолі», «Жука», «Очмани» та «Клена».. 24 березня 1943 року чотири сотні УПА: сотня «Недолі» (сотенний Трохимчук Степан Клементійович), «Жука» (сотенний Бричко Йосип), «Очмани» (сотенний Шевчук Дмитро Несторович) та «Клена» (сотенний Новак Григорій Онисимович, він же «Гаєнко»), всього чисельністю близько 200 бійців УПА, здійснили відчайдушний напад на німецький концтабір Осада Креховецька. Концтабір знаходився у селі Нова Українка (сучасна назва) Рівненського району й охоронявся німцями та поляками.
В результаті запеклого бою охорона концтабору понесла великі втрати. Було знищено близько 50 солдатів 3-го Рейху разом з комендантом концтабору. Серед упівців загинуло двоє: Верещук Михайло Васильович та Токарець Феодосій, обидва уродженці села Воронів Гощанського району. Внаслідок цієї акції УПА було звільнено 176 в'язнів концтабору Осада Креховецька, частина з яких пішла у лави УПА. Бійці УПА здобули також в результаті бою близько 180 одиниць вогнепальної зброї.

### Бій з німецькою армією підЛюдвиполем(28 березня 1943)
.
Після атаки радянських партизан 31 грудня 1942 року на Людвипіль (нині Соснове) німецький гарнізон покинув населений пункт. Покинуте селище на цілих три місяці стало штаб-квартирою бійців ОУН, і місцем, звідки українськими націоналістами організовувалися напади на навколишні польські села. Оунівці під час перебування в селищі вбили і з десяток місцевих поляків.
Бій підрозділів УПА з німецькою армією відбувся 28 березня 1943 р. й закінчився перемогою УПА. З німецького боку в бою брали участь близько 1500 солдат та офіцерів, включаючи піхоту, батарею гармат та батарею мінометів, в той час як з боку УПА були відділ «Шавули» (Рудик Адам Микитович) та сотня «Скирди» (Довгалець Андрій Маркович).
Тричі німецька піхота йшла у наступ при підтримці артилерії, але всі ці наступи зазнали невдачі внаслідок відчайдушного опору бійців УПА. Цей бій показує, що в тилу німецької армії завдяки успішним діям УПА від німецької окупації були звільнені цілі райони. Намагання німецького командування військовою силою відновити свій порядок на цій території натикався на рішучий збройний спротив УПА. Навіть застосовуючи артилерію та міномети підрозділи німецької армії не могли опанувати ситуацію на територіях контрольованих УПА у 1942—1944 рр.
28 березня німці зробили спробу відбити Людвиполь. Каральні загони, озброєні артилерією і мінометами, були стягнуті сюди з Рівного, Костополя, і Березного. Перед містечком загін УПА, який був там розквартирований, спробував зупинити нацистів. Справа дійшла до важких боїв із застосуванням мінометів і гранатометів. Бій тривав більше трьох годин. Врешті-решт українці відступили. Німці спалили Людвипіль і сусіднє село Губків. За даними УПА нацисти втратили 58 осіб, по втратах повстанців даних немає.

### Бій біля с.Постійне(4 квітня 1943)
Відбувся 4 квітня 1943 р. між сотнею УПА «Чайки» (Войцешко Дмитро Олексійович) та загоном німців і поляків, що пограбували та спалили цей населений пункт.
Загін з трьохсот добре озброєних німців та поляків увірвався 4 квітня 1943 р. на територію села Постійне Костопільського району з метою пограбувати місцеве населення. В результаті господарства села були пограбовані й багато хат було спалено.
У цьому районі діяв невеликий відділ УПА під командуванням «Чайки» (Войцешко Дмитро Олексійович) який довідавшись про звірства німців, перестрів команду грабіжників в урочищі «Пожарки» й дав там їм бій. В результаті бою німецький загін втратив близько 30 бійців загиблими й багато пораненими, що попали в полон до УПА. Решта німецьких вояків відступило, залишаючи поранених та вбитих разом зі зброєю та награбованим майном. З боку упівців троє бійців отримали поранення, серед яких сотенний «Чайка» та Ващук Антон Олександрович (уродженець села Берестовець Костопільського району).
У результаті цього бою загін УПА здобув два важкі кулемети та іншу зброю, радіостанцію, два вози амуніції та польову аптеку.
Цей бій показує, що захистом мирного українського населення від німецького та польського свавілля в роки німецької окупації були загони УПА. Часто люди самі організовували загони самозахисту, які згодом вливалися в загони УПА. Відповідно УПА користувалося значною народною підтримкою в період Другої світової війни й після в після неї, у період боротьби з радянською владою.

### Бій у Ковелі (6 квітня 1943)
6 квітня 1943 року (чи 27 березня 1943) співробітники української допоміжної поліції Ковеля під впливом націоналістичної пропаганди дезертирували, звільнивши при цьому з концтабору всіх ув'язнених. При спробі покинути місто виникла перестрілка між дезертирами та німцями, внаслідок якої загинуло 18 окупантів. Вибравшись з міста, дезертири приєдналися до загонів УПА.
За іншими даним, на Ковель здійснила напад безпосередньо УПА. Причому, цей напад був обумовлений домовленостями між українськими повстанцями та партизанським воєначальником Олександром Сабуровим (кадровим офіцером НКВД) і командиром партизанської бригади, підполковником Розвідувального управління Червоної армії Антоном Бринським. Останньому вдалося домогтися тимчасового нейтралітету з повстанцями «Поліської Січі», співпраці з бандерівцями на Волині в боях з німцями. Саме на прохання Бринського, бандерівці вчинили напад на в'язницю в Ковелі, звільнивши всіх ув'язнених.

### Атака на конвой з бранцями біляШкроботівки(9 квітня 1943)
9 квітня 1943 загін УПА атакував німецьку колону з 30 заарештованими людьми з села Шкроботівка Кременецького району. Німці втратили 7 убитих, всіх заарештованих звільнили. Упівці втрат не зазнали.

### Атака на Степань (10 квітня 1943)
10 квітня 1943 року УПА напала на Степань (переодягнувшись в радянських партизан). Поштове відділення і міська адміністрація були зруйновані. Загинули німецький жандарм і кілька поляків.

### Атака наЦумань(12-13 квітня 1943)
В ніч з 12 на 13 квітня 1943 року підрозділ Української повстанської армії (сотня «Яреми») атакував Цумань. Німці були розбиті, загинуло близько 20 супротивників. Упівці захопили зброю, уніформу.

### Атака на Горохів (22 квітня 1943)
Відділи УПА знову напали на райцентр Горохів, вивізши із містечка трофеї — одяг і харчові продукти.

### Атаки на Янову Долину (22-23 квітня та 15 травня 1943)
В ніч з 21 на 22 квітня 1943 року УПА атакувала Янову Долину. Були підірвані два залізничних мости, зруйновані різні склади, захоплена тонна вибухівки. Польські історики цю операцію трактують виключно, як антипольську акцію. Вважається, що жертвами цієї акції стали близько 600 поляків, більшість з них загинуло у вогні пожеж. Частина була вбита сокирами. Втрати УПА (за власними підрахунками) склали 4 вбитих і 3 поранених.
Цікаво, що в селі була ще розквартирована рота литовської допоміжної поліції, представники якої були на службі у нацистів, і їх роль втручання в події, що відбувалися є предметом історичних суперечок. За версією українського історика Ігоря Ільюшина єдине, що вони вчинили, це зробили попереджувальні постріли в бік націоналістів, коли ті спробували наблизитися до їх місця дислокації. Однак польський історик Гжегож Мотика вважає, що поліцаї все ж стріляли по упівцям і навіть допомагали поляками оборонятися.
Янова Долина знову стала об'єктом атаки УПА 15 травня. Поза досяжністю німецької оборони перебували електростанція, трансформаторна і насосна станції і багато інших будівель, які спалили або підірвали повстанці. Однак того дня ніхто не загинув. Відразу після цього нападу всіх інших цивільних осіб вивезли, а в селище доставили польських поліцейських з 202-го батальйону.

### Знищення Алексія Громадського (7 травня 1943)
7 травня 1943 загін партизан з ОУН-Мельника під командуванням «Хрону» (Миколи Недзведського) на Дубненщині вбив православного єпископа Алексія Громадського. У книзі Максима Скорупського («Макса»), чотового цього загону, повідомлялося що партизани хотіли влаштувати засідку на гебісткоміссара Мюллера. Коли під'їхала машина єпископа, вважаючи, що вони мають справу з німцями, вони відкрили вогонь. Разом з єпископом загинули ще три людини (в тому числі і його секретар). А на трупах були виявлені документи, що свідчать про співпрацю з німцями.

### Загибель першого командира УПА (13 травня 1943)
13 травня 1943 року перший головний командир УПА Василь Івахів разом з начальником штабу УПА Юліаном Ковальським (Гарпун) і Семеном Снятецьким, а також нечисленною групою повстанців потрапив у німецьку засідку біля села Черниж на Волині і в ході короткотривалого бою героїчно загинув. Загиблі були поховані в братській могилі в селі Бечаль (тепер Костопільський район Рівненської області). Посмертно Василь Івахів нагороджений Золотим Хрестом Бойової Заслуги 1-го класу і присвоєно звання підполковника УПА. 2004 року там було відкрито й освячено пам'ятник загиблим.
Івахів був активним прихильником союзу з бульбівцями (представники Тараса Боровця) з метою спільних бойових діях проти нацистів. Протягом січня-квітня 1943 велися переговори тривали між Волинським крайовим керівництвом ОУН і представниками Поліської Січі з метою об'єднання повстанських сил. Ходили чутки, що сторони нібито висловилися за об'єднання воюючих загонів і домовилися про нову зустріч, яка мала відбутися 14 травня й направлялись на неї.

### Бій з німецьким каральним загоном поблизу с.Велика Любаша(14 травня 1943)
Відбувся 14 травня 1943 р. З боку УПА задіяні сотні «Цигана» (сотник Цинко Павло Максимович) та «Бурі» (сотник Регеза Олександр Петрович).
14 травня 1943 р. німецький каральний загін оточив село Велика Любаша з метою його знищення. Німецькі карателі почали палити хати й розстрілювати населення села. Проте, несподівано для німців на них напали дві сотні УПА, сотня «Цигана» під проводом сотника Цинко Павла Максимовича та сотня «Бурі» під проводом сотника Регези Олександра Петровича, що дислокувалися на той час в навколишніх лісах. Зав'язався запеклий бій в якому упівці спалили близько 11 німецьких авто та знищили 35 карателів. У цьому бою особливо відзначились Трохимчук Іван Андрійович та Мельник Анастасій Садкович, що зробили найбільший внесок у знищення живої сили противника.
В результаті бою відділи УПА заволоділи великою кількістю зброї, але найголовніше, вони врятували населення села Велика Любаша від повного знищення німецьким каральним загоном.

### Бої на біля села Клесів (21 травня 1943)
21 травня 1943 загін УПА «Яреми» (Нікон Семенюк) поблизу села Клесів (Сарненський район) організував засідку, в яку потрапив невеликий загін німецьких поліцейських. В ході зіткнення було вбито 26 німців. Партизани захопили два кулемета, шість автоматів і вісімнадцять карабінів.

### Захоплення німецької військової колони на автошляху Рівне-Київ (червень 1943)
У червні 1943 силами підрозділу УПА під командуванням «Верещаки» (Воробець Федір) поблизу села Чорні Лози Монастириського району Тернопільської області на автошляху Рівне — Київ було влаштовано засідку на німецьку військову колону. По дорозі з м. Рівного німецька колона у складі 10 вантажних авто, що везли боєприпаси та продукти на східний фронт, та легкового авто з німецьким офіцером була обстріляна бійцями УПА. Попри наявність доброї охорони німецької військової колони вміло організована бійцями УПА засідка дала їм можливість з боєм заволодіти колоною, включаючи вцілілі авто, боєприпаси та продовольство (з підбитих машин продовольство та боєприпаси перевантажували на неушкоджені авто).
Подібну засідку цей підрозділ провів ще двічі на цьому ж автошляху з інтервалом в два тижні.

### Рейкові акції УПА (червень-жовтень 1943)
Зафіксовані поодинокі випадки виведення з ладу українськими повстанцями залізничного полотна. Так в ніч з 23 на 24 червня 1943 була підірвана залізнична лінія між станціями Немовичі-Малинськ по шляху Рівне-Сарни. Також в ніч з 25 на 26 червня 1943 партизани підірвали залізничну колію між Немовичами і Малинськом, і після короткого бою захопили потяг з боєприпасами.
27 жовтня 1943 року на лінії Шепетівка-Козятин німецькі офіцери хотіли роззброїти двох членів ОУН, які проникли в поїзд. Відбулася перестрілка, в якій один німець був убитий, а інший поранений. Один з членів ОУН зістрибнув з поїзда і втік. Другий незабаром помер.

### Протистояння зпольськими колабораціоністами
Атаки на німецькі опорні пункти дуже часто супроводжувалася різаниною проти польського населення, і це зробило оборону проти УПА питанням життя і смерті для поляків. Як вже було сказано раніше на Волині, після того як українська поліція перейшла на сторону УПА, німці стали її заміняти поляками. Німці намагалися діяти таким чином, щоб розпалювати польсько-український конфлікт. У різних населених пунктах були сформовані польські шуцманшафти для підтримки, як правило, слабких німецьких гарнізонів. Атаки УПА німці і польські шуцмани відбивали теж разом:
1. Це сталося, зокрема, в Березне, де 2-я рота польського 202-го поліцейського батальйону була розміщена поруч з групою німців. Завдяки цьому в червні 1943 року була відбита атака УПА, ймовірно, загону «Кори» (Макара Мельника). Однак кілька поляків загинули, а частина міста була спалена. Був також убитий бургомістр Березне[87]. У жовтні гарнізон міста був посилений ще однією ротою польської поліції. Це було як раз вчасно, тому що незабаром підрозділи УПА знову атакували Березне. На цей раз поліцейські також відбили напад, але близько тридцяти поляків були вбиті. Попри відбиття атаки, місто постійно зазнавало атак УПА протягом жовтня та листопада. Українська повстанська армія під час коротких рейдів, серед іншого, вбивала поляків, що живуть в передмістях[88].
2. Ще один польський Шуцманшафт був створений в містечку Локачі. Він був організований там після нападу Української повстанської армії, яке сталося 17 квітня 1943 року, під час цього нападу були вбиті 14 поляків і розгромлена аптека. Поліцейські вирили траншеї навколо Локачі і ввели систему денної і нічної охорони. Завдяки цьому в липні 1943 року їм вдалося відбити атаку УПА. Однак поліцаї не обмежувалися самообороною. Багато разів вони влаштовували набіги на околиці, конфіскуючи харчові продукти в довколишніх селах і вбиваючи окремих людей. У січні 1944 року під час одного з рейдів поліцейські вбили 24 українця. 13 червня 1944 року УПА безуспішно намагалася знову захопити містечко. Під час нападу, однак, загинула група поляків[89].
3. Влітку 1943 року німці організували гарнізон шуцманшафту з поляків і в Берестечко. Він складався із трьох взводів, і його головним завданням був захист польського населення в місті і навколишньому маєтку Наречин. У липні 1943 року загони УПА атакували Берестечко. Їм вдалося увірватися в місто і вбити багато поляків. Подальшим нападам, які відбивали співробітники польської поліції, сталися у вересні і листопаді. 30 грудня 1943 сотня УПА під командуванням «Макса» за підтримки артилерійського відділу «Берези» (три 76-мм гармати), атакували поліцейських в маєтку Наречин, змусивши їх відступити до міста. Потім упівці обстріляли місто з артилерії, убивши кілька людей. Німецьке підкріплення прийшло тільки через тиждень. До цього гарнізон підтримувався тільки за рахунок підвозу боєприпасів авіацією[90].
4. 21 травня 1943 польські жителі села Стрилкі (4 км. від Клевані) під охоронною німецького конвою, ядро якого становили польські поліцейські з 202-батальйону шуцманшафта виїхали з села. Їх забирали через розпочаті українськими націоналістами етнічні чистки в районі. Між селами Радехувка і Старожуків в Рівненському районі конвой був атакований загоном УПА. Польські поліцейські були притиснуті до землі вогнем одночасно з трьох сторін. На їхнє щастя, в районі пролітав німецький літак. Він спікірував до місця бою, скинув кілька малокаліберних бомб і відкрив вогонь з бортових кулеметів, обстрілявши як українських партизан, так і польських поліцейських. Це змусило УПА відступити. Поліцейські втратили п'ятьох убитими і двох пораненими, не рахуючи убитих мирних жителів[91]. Українці оцінили втрати противника в 35 убитих і 10 поранених. У них теж було п'ятеро убитих і двоє поранених[92].
5. У червні 1943 року в Торчині на короткий час була розквартирована рота 202-го батальйону. За наказом німців рота здійснювала рейди в українські села, офіційно з метою розбити боївки УПА, але німці в цей раз так командували батальйоном, що зіткнень з українцями не відбулося[93].
6. Один з колишніх польських поліцаїв 202-го батальйону, що дав в 1998 році польським історикам Гжегожу Мотиці і Мареку Вербицькому, розповідав як одного разу потрапив в засідку УПА. 18 липня 1943 з Степаня після продовольчої акції (пограбування) повертався конвой (дві вантажівки, екіпаж: двадцять німців і десять польських поліцаїв). Біля села Яполоть конвой потрапив у засідку українських партизан, які в буквальному сенсі розстріляли його. З тридцяти людей вижили тільки шестеро, троє з яких були поранені. УПА втрат не мали[91].
7. У Клевані дислокувалася одна з рот 202-го батальйону шуцманшафту. Крім нього, нацисти в Клевані сформували з поляків місцевий відділ поліції (нім. Eizeldienst) і місцеву польську самооборону. Вони повинні були охороняти окупаційну владу в Клевані і охороняти дороги в регіоні, захищаючи їх від бойовиків УПА і від українських поліцаїв, які в той час почали масово переходити на бік повстанців, а також від партизан спецзагону полковника НКВС Дмитра Медведєва, база якого була розташована в цуманських лісах недалеко від Олики[94]. У серпні 1943 упівці атакували Клеванський гарнізон. Спочатку націоналісти брали гору, але на допомогу гарнізону незабаром прийшли угорці, що не дозволило солдатам УПА розгромити поліцаїв і захопити Клевань. Загинула на встановлена кількість мирних поляків, а їх будинки були спалені[95].
8. Сам штаб 202-го батальйону шуцманшафту розмістили в Костополі. Ряди батальйону там ще й поповнилися за рахунок набору місцевих волинських поляків, що рятувалися від УПА. З червня 1943 року УПА ввела блокаду Костополя, через що в місті погано йшли справи з проводовльством. Кілька десятків добре озброєних поліцаїв здійснювали «продовольчі рейди» в поля за врожаєм. Німців не турбувало становище поляків, але вони були зацікавлені в депортації якомога більшого числа з них для роботи в Німеччині. До того ж сілезці, що служили в німецькій армії, прийшли на допомогу волинським полякам і разом з поліцаями організували походи в навколишні села за їжею[96].
9. Після початку антипольської акції багато поляків ховалися в монастирі кармелітів босих у Вишнівці, який кілька разів упівці атакували в 1943 році. Оборону там тримав шуцманшафт, що складався з близько двадцяти поляків за підтримки німецько-угорського гарнізону. У лютому 1944 року місто покинули спочатку німці, потім угорці, які прихопили з собою частину населення, в тому числі польських поліцаїв. У монастирі переховувалися від 300 до 400 чоловік. Поляки сподівалися, що відразу після відступу німців прийдуть радянські війська, але першими з'явилися українські партизани, які 21 лютого влаштували в селищі бійню[97].

### Протистояння Української народної Самооборони проти окупаційної адміністрації в дистрикті Галичина (липень-грудень 1943)
В Галичині в першій половині 1943 року повноцінні партизанські загони українських націоналістів ще не існували. До липня 1943 року військово-політичне керівництво ОУН-Б\ УПА не поспішало починати партизанську боротьбу в Галичині, подібну до тієї, яку вони почали на Волині, Поліссі та в частині колишньої Радянської України. Подібна стратегія і тактика мала свої пояснення: окупаційний режим в Дистрикті Галичина був трохи більш м'яким у порівнянні з режимом Еріка Коха в Рейхскомісаріаті «Україна», тому бандерівці вирішили до пори до часу не порушувати відносний спокій в цьому регіоні.
Головним приводом створення збройних сил ОУН-Б в Галичині стала поява в дистрикті великого загону радянських партизан під проводом Сидора Ковпака. Наказ про формування Української народної самооборони Головний Провід ОУН (б) видав 15 липня 1943 р. Відносно німців, як вказують свідчення в протоколі допиту Олександра Луцького, УНС заборонялося проводити будь-які наступальні операції проти німців, і проти останніх вони зайняли тактику оборони. Проте, 18 серпня 1943 року УНС-івці провели першу збройну акцію проти окупантів під містом Сколе. Сотня УНС знищила табір примусової праці і звільнила кілька сотень українських робітників каменоломні, розстрілявши німецьку охорону, яка знущалася над ув'язненими.
Крім боїв оборонного характеру з вересня 1943 Українська народна самооборона в Станіславівщині почала практикувати напади на німецькі та угорські автоколони, невеликі гарнізони для поповнення озброєння і провізії. Наприкінці вересня чота під командуванням «Скуби» на дорозі Космач-Коломия організувала засідку, в яку потрапили чотири вантажівки з німцями. У перестрілці гітлерівці, за українськими даними, втратили близько 70 чоловік убитими.
Протягом останніх трьох місяців 1943 року УНС намагалася уникати активних бойових дій через введення в Галичині 2 жовтня 1943 року системи розстрілу десяти заручників за вбивство одного німецького солдата або представника окупаційної влади. Однак локальні бої проти поліцаїв тривали. 23 жовтня 1943 року в Дрогобичі нацистська окупаційна влада провела публічну масову страту 10 українських націоналістів на ринковій площі міста. Разом з ними гестапівці також стратили двох поляків. Про наміри нацистів почати широкомасштабні акції проти УНС повідомляла на початку осені розвідка ОУН-Б. Зокрема, на допиті в МВС 11 вересня 1947 року про це розповідав колишній шеф Дрогобицького гестапо Вільгельм Морлок. До гір поступово підтягувалися внутрішні війська. У Самборі, наприклад, чисельність німецької поліції зросла за жовтень-листопад до 400 осіб, що розглядалося ОУН-Б як підготовка до ліквідації УНС.
24 листопада 1943 німці атакували загін УНС (50 осіб), розквартирований в лісі в Копичинському районі на Тернопільщині. Націоналісти відступили, втративши трьох осіб. 27 листопада 1943 сотня УНС під командуванням Василя Андрусяка («Різуна») боролася з німецькою поліцією в Чорному лісі. Німці мали втратити 45 убитими, упівці — четверо вбитих і сім поранених.
29 листопада 1943 року відбулося велике зіткнення загонів УНС і нацистами у села Недільна, в якому загинув керівник батальйону «Кривоніс-2» Антін Шкітак-«Омелян», командир однієї з його рот «Швидкий» (його справжнє ім'я невідоме) і майже весь штаб батальйону. Український історик Володимир Косик називає цифру втрат з боку німців — 169 убитих, з боку УНС — 34 бійця, але ці дані видаються завищеними. Німецька сторона повідомляла про загибель одного гестапівця — обер-шарфюрера СС Лауфманна, трьох шуцполіцаїв і отриманні важких поранень ще 18 «шуцманів». Після бою німці заарештували сімох селян, які допомагали повстанцям і трьох оунівців зі Сприні та прилеглих сіл, арештованих (10 осіб) доправили в Дрогобич і 2 грудня 1943 р. прилюдно повісили на ринку.
11-12 грудня окупаційна влада провела наступ в райони контрольовані повстанцями в Долинщині на Станіславщині, де дислокувався курінь «Гайдамаки», проте повстанці вчасно передислокувались, окупанти спалили їх табір і відступили.
16 грудня 1943 сотня УНС «Сіроманці» вступила в бій з гітлерівцями біля села Ясмарівка Монастирського району на Тернопільщині. Вже на початку бою німцям вдалося захопити табір сотні з майновим запасом, проте несподіваний контрнаступ «Сіроманців» змусив гітлерівців відступити.

### Атака УПА наКіверці(липень 1943)
В кінці липня 1943 року Ківерці зазнали нічного нападу загону Української повстанської армії. У місті був розквартирований гарнізон з угорців і голландців, які охороняли залізничну станцію. Вороги вже були завчасно проінформовані розвідкою про напад націоналістів, оскільки атаки на місто вже відбувалися раніше і були спрямовані проти поляків. В Ківерці також прибув німецький підрозділ з Луцька. Атака була успішно відбита. 30 націоналістів і супроводжуючий їх український православний капелан були взяті в полон і незабаром розстріляні.

### Друга атака УПА на Володимирець (8 серпня 1943)
Влітку 1943 року, ймовірно 8 серпня, курінь УПА під командуванням «Бористеня» (Дмитро Корінець) атакував Володимирець. Відразу після початку атаки 30 українських поліцаїв, які дислокувалися в містечку, перейшли на бік повстанців.
Учасник атаки Василь Левкович (Вороний) в своїх мемуарах писав, що німецький гарнізон був начисто розгромлений і був змушений покинути селище («Бористень» направив поваленим ворогам лист з таким проханням). Однак польський історик Гжегож Мотика подає дещо іншу версію нападу. Він вважає що атака носила суто антипольський характер. Мотика пише, що німецький гарнізон складався всього з шести солдат, які забарикадувалися в цегляній школі. Поляки заняли оборону в місцевій церкві Св. Юзефа, звідки вони відбивали атаки за допомогою чотирьох гвинтівок і соляної кислоти, якою обливали упівців, які намагаються зламати двері. На щастя для поляків, в той момент у Володимирець прибула німецька підмога, що змусило УПА відмовитися від подальшого штурму і відступити. Відразу ж після нападу німці евакуювали з містечка своїх солдатів і польське населення.

### Кавалерія СС проти УПА на Горохівщині (15-16 серпня 1943)
15-16 серпня відбулося єдине зафіксоване в німецьких документах повноцінне бойове зіткнення кавалерійської дивізії СС «Флориан Гайер» на Волині з УПА. Це сталося на Горохівщині, в районі сіл Підбереззя, Марковичі і Мирків. Противником кавалеристів виступила сотня Миколи Новосада («Грома») з куреня УПА під командуванням Павла Скиби («Мирона»). В районі Підбереззя підрозділи зенітного дивізіону дивізії під командуванням штурмбанфюрера СС Гельмута Бартельмеса потрапили в засідку упівців. Їх обстріляли з кулемета та міномета. Один німець дістав важке поранення. Далі есесівці були обережніші, оточили Підбереззя, проте повстанці встигли непомітно село залишити. Не знаючи про то, німці дочекалися до вечора і пішли на штурм, підпаливши декілька хат запальними боєприпасами. Підбереззя було захоплено, але внаслідок цього підпалу згоріло. Дані про втрати з обох боків відсутні. Згадка про спалення цього села фігурує в повстанському документі «Звіт з суспільно-політичного стану округи Володимир-Горохів за серпень 1943 р.». Там же вказано, що протягом місяця (20 липня — 20 серпня 1943 року) «від німецького терору» в Підбереззі загинуло 17 осіб.. Після цього зенітники продовжили дії вночі і стрімким ударом зачистили від повстанців села Марковичі й Мирків. Усього вони вбили п'ять партизанів, двох захопили в полон, інші розбіглися по місцевих лісах. Удень 16 серпня зенітники досягли села Терешківці, де до кінця дня мали ще два «контакти з ворогом», але повстанці уклонилися від серйозного бою..

### Атака на Камінь-Каширський (19-20 серпня 1943р.)
В ніч з 19 на 20 серпня 1943 р. українські повстанці напали на м. Камінь-Каширський. Під Каменем-Каширським розташовувалося німецьке летовище, в самому місті німецький гарнізон — близько 350 чоловік (в тому числі 75 бійців німецької шуцполіції, 63 польських поліцаїв і 9 працівників СД).
Напад здійснили сили УПА під командуванням Юрія Стельмащука-«Рудого», атаку на місто проводив курінь «Криги» і сотні «Лисого» та «Кубика» (до 800 осіб) при підтримці важких мінометів і гармати калібру 76 мм.
Згідно з радіограмою начальника Рівненського обласного штабу партизанського руху генерал-майора Василя Бегми упівці вбили 70 німців. Самі ж німці оцінюють свої втрати в 10 чоловік убитими.

### Атаки наМізоч(серпень—листопад 1943)
Серія атак українських повстанців на містечко Мізоч у Рівненський області. Перша атака відбулась у ніч з 24 на 25 серпня (за іншою версією — 31 серпня на 1 вересня) 1943 року. Її здійснили два куреня УПА (Дубенський і Кременецький) під командування Петра Олійника та Максима Скорупського. У Мізочі був розквартирований німецько-угорський гарнізон, а також польський відділ шуцполіції. У УПА було завдання вибити німців із цукрового заводу і вивезти звідти цукор. Зав'язався бій. Німці, поліцаї і мадяри запекло оборонялися. Бої на вулицях тривали кілька годин. Дубненський курінь УПА захопив цукровий завод. Отримавши зівстку про підкріплення, упівці почали поспішно вантажити цукор на автомашини та підводи. Завантаживши увесь транспорт цукром та захопленим майном, повстанці поклали на підводи своїх убитих та поранених і на світанку вирушили назад до табору. Їх атакував німецький літак. Декілька автомашин згоріло, але загалом колона дісталася до рятівного лісу.
Внаслідок атаки загинуло від 80 до 100 поляків. У наступні дні після цього нападу більшість інших поляків, побоюючись за власні життя, залишили містечко і під конвоєм німців виїхали спочатку до Здолбунова, а потім далі на захід.
Ще одна атака УПА на Мізоч сталася 3 листопада 1943 року, в ході якої повстанці роззброїли 190 поліцаїв, набраних з колишніх військовополонених Червоної Армії. Загинули 10 німців. Упівці втратили убитими і пораненими 7 осіб.

### Бій під Радовичами7—9 вересня 1943
Триденний бій УПА з нацистами та польською допоміжною поліцією біля села Радовичі Турійського району.
У бою брали участь дев'ять сотень УПА, понад 1000 повстанців, та близько 2000 нацистів та їх польських посібників. Повстанським з'єднанням сотень групи «Турів» керував Олекса Шум — Вовчак. Це був один з найбільших боїв УПА на Волині.
7 вересня рота нацистів несподівано натрапила на засідку УПА, яку організували сотні Байди (Леонід Повідзон) та Кубика (Тихон Зінчук). Під час першого бою німці втратили 5 вояків, 11 потрапили в полон. Наступного дня окупанти відправили каральну експедицію з міста Ковель — батальйон піхоти (470 осіб), три броньовані машини і бронепоїзд.
Запеклі бої з використанням артилерії тривали ще дві доби. Ворожий бронепоїзд було пошкоджено, загинуло 75 гітлерівців, чимало поранено. Вояки УПА мали чисельну перевагу, але були гірше озброєні, тож увечері 9 вересня відійшли вглиб лісового масиву. З боку УПА в бою під Радовичами загинуло 40 вояків (за іншими даними 16), 3 поранено, здобуто багато трофейної зброї. Налякані поразкою нацисти, боячись штурму УПА залізничного вузла м. Ковель, ввели у місті надзвичайний стан. Убиті німці були урочисто поховані на Ковельському цвинтарі. Ветеран польського підпілля Вінсент Романовський стверджує, що в цьому бою німці втратили лише 26 своїх солдатів, а УПА втратила 16 солдатів. Однак вказує на те, що повстанці стратили потрапивших в полон німців, а потім ще й поглумилися на трупами убитих, перед тим як відступити.

### Оборона Загорівського монастиря (11—12 вересня 1943)
Вдень 8 вересня 1943 року повстанська чота чисельністю 44 осіб під керівництвом Марценюка Андрія («Берези») увійшла до Нового Загорова. Повстанці розташувалися біля Загорівського монастиря, який на випадок зустрічі з німцями мав стати надійною точкою оборони.
11 вересня їх несподівано оточили німці. Повстанці зайняли оборону і чинили відчайдушний опір. Німці викликали на допомогу авіацію. Три літака бомбили монастир, але повстанці сховались у монастирське підземелля.
Вночі з 11 на 12 вересня було прийняте рішення вириватися з оточення. Вояки УПА, використовуючи туман, як прикриття, зробили спробу прорватися. Вдалося це зробити 12 особам. Трьом, в тому числі одному важко пораненому, вдалося сховатися в закутках монастиря. 29 партизанів було вбито.

### Оборона селаСтавок(21 вересня 1943)
21 вересня 1943 року вісімнадцять німців вирушили в село Ставок на Ковельщині, з метою пограбувати жителів, де натрапили на засідку УПА. Сімнадцять чоловік убито, один втік.

### Бій біля селаТочевики(1 жовтня 1943)
1 жовтня 1943 року в селі Точевики, Острозького району, загони УПА напали на загін німців, які здійснювали реквізицію продовольства. 21 противник був убитий, троє поранені, п'ятеро здалися.

### Атака наЛітин(3 жовтня 1943)
3 жовтня 1943 загін українських повстанців з ВО «Вінниця» під командуванням Омеляна Грабця напав на поліцейську дільницю в селищі Літин на Вінниччині. Безпосередньою метою атаки було звільнення двох заарештованих оунівців. Будівля була захоплена без опору. Поліцаї були роззброєні, камрадів звільнили. Також в якості трофеїв було захоплено 30 гвинтівок.

### ЛіквідаціяКолківської республіки(3-4 листопада 1943)

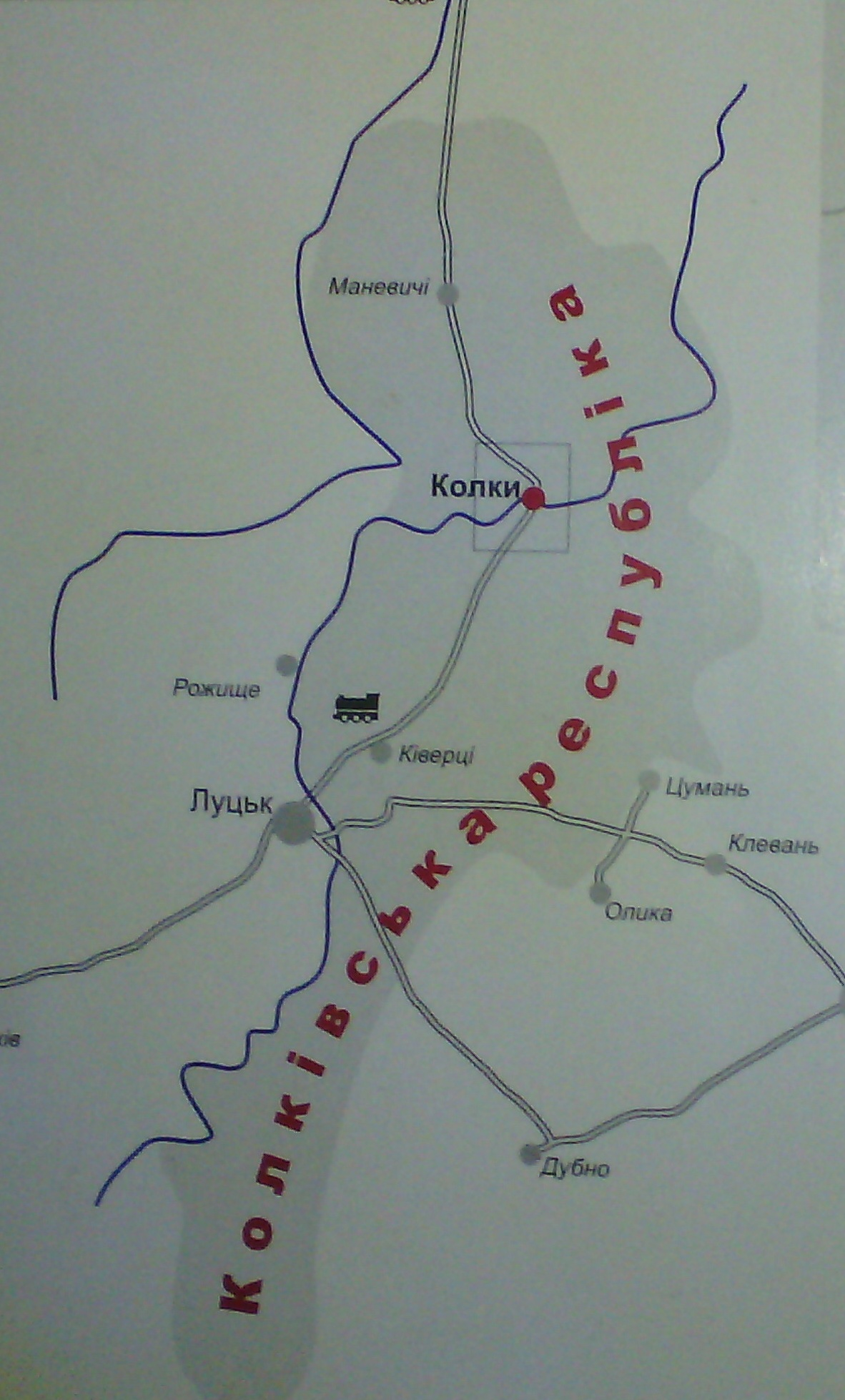
Карта Колківської республіки

Річь йде про «Колківську республіку», невизнану державу, яка існувала в тилу у німців на Волині цілих півроку. Селище Колки на деякий час стало місцем, де зосередився провідний актив бандерівської ОУН і повстанської армії (зокрема, на цій території знаходився штаб командира УПА, Дмитра Клячківського).
У березні 1943 року загони Української повстанської армії стали нападати на німецькі гарнізони. Бачачи перевагу повстанців, на їх сторону масово переходили поліцаї. Селище Колки (нині Рівненська область) повстанці зайняли, за одними даними, в квітні, за іншими — в червні. Поступово під контролем УПА опинилося близько 40 населених пунктів між річками Стир і Горинь, включаючи Рудню, Маневичі, Ківерці, Старе Село. Захоплена територія була значно витягнута з півночі на південь, її площа становила 2,5 тисячі квадратних кілометрів.
На зміну поставленим німцями колаборантам прийшла місцева оунівська адміністрація. Колки були оголошені „тимчасовою столицею України“. Оунівці отримали підтримку населення, розпустивши колгоспи і роздавши українцям землі польських і німецьких колоністів.
Колківська республіка мала власну поліцію і службу безпеки, правосуддя в ній вершив „революційний суд“. Держава друкувало і своєрідну валюту, грошові квитанції, більше знані як бофони (скорочення від „бойових фондів“).
Операцію зі знищення Колківської республіки керували особисто рейхскомісар України Еріх Кох і обергруппенфюрер СС Ганс-Адольф Прюцманн. З цією метою вони викликали з фронту регулярні частини, в тому числі танки, артилерію і авіацію (4 літаки). Німецьким есесівцям допомагали угорські, казахські і узбецькі формування.
На думку більшості дослідників, „столиця“ українських повстанців була знищена на початку листопада 1943 року. Як твердить мемуарист і історик Лев Шанковський, в боях за Колки загинули 3 тисячі німців і їх союзників і 1237 бійців УПА. Крім того, постраждало близько 5 тисяч осіб з числа цивільного населення.

### Захоплення в полон розвідувального відділуАбверубіля селаКолодне(21 січня 1944 року)
У німецьких архівах збереглися показання капітана Абверу Андреаса Герца, датовані 3 березня 1944 року. Виявилося що він побував в полоні у УПА, але потім зі всім своїм підрозділом був роззброєний і відпущений на волю. Він 21 січня 1944 року виконував бойове завдання біля села Колодне на Тернопільщині. Вантажівка німців застрягла у багнюці, тож вони вирішили пересуватися пішки. Але раптом на них напав загін УПА чисельністю 60-70 вояків, одягнених в німецьку форму. Одного німця вбили, інших — скрутили і доставили на санях в штаб-квартиру загону УПА.
Командир повстанців вільно володів німецькою мовою. Він розповів, що раніше служив у збройних військових формуваннях Третього Рейху. Звинуватив німців, що ті не виконали своїх обіцянок, не дали українцям творити власну державу, почали чинити терор проти українського населення і нацистська окупація нічим не відрізняється від радянської. По цій причині ОУН почала боротьба проти загарбників і вояки УПА нещадно нищили нацистів (співробітників СД, гестапо і карателів СС), що потрапили до них в полон, але тепер в нових умовах коли німці відступають, то УПА хоче налагодити співпрацю з Вермахтом. Ставлення до полонених було хорошим. Команди загону УПА сказав капітану Герцу, що він буде убитий при найменшій підозрі, що переговори з Українською повстанською армією викличуть незручності в майбутньому. Потім німців відпустили і вони йшли пішки до Кременця.

### Атака на німецько-польський конвой вЛановецькому районіТернопільщини (2 лютого 1944)
Атака на німецько-польський конвой під час їх евакуації з міста Ланівці в селище Вишнівець. Польські історики трактують цю подію як антипольську акцію.
2 лютого 1944 року, більше 150 польських жителів міста Ланівці під охороною невеликого німецького конвою і польських поліцаїв вирушили на північ — в Вишнівець. По дорозі між селами Великі Кусківці і Снігурівка на колону накинувся загін УПА, розділивши конвой на дві частини. Німці і близько 20 польських поліцаїв, які перебували попереду — кинулися бігти, німецький офіцер, який командувач конвоєм, не дозволив поліцейським залишитися і протистояти нападникам. Відрізані поляки позаду колони, серед яких було кілька поліцейських зі своїми сім'ями, були оточені і, після невеликого опору, вбиті за допомогою каменів і дубин. Всього загинуло 129 осіб.

### Антинімецькі акції УПА в Східній Галичині (січень-серпень 1944 року)

Оголошення про смертну кару для учасників українського підпілля. Стрий. 21 січня 1944 р.

Наближення фронту і активність в окремих районах дистрикту Галичина радянських і націоналістичних партизанів спонукали німців на початку жовтня 1943 року оголосити надзвичайний стан в регіоні. Великі міста Галичини (Львів, Стрий, Дрогобич, Самбір) стали ареною публічних страт. Велика частина страчених ув'язнених були членами і прихильниками ОУН. За словами польського історика Гжегожа Грицюка, з жовтня 1943 року до середини червня 1944 року в ході публічних страт в Галичині було вбито 1519 українських націоналістів.
На початку 1944 року загони УПА з'явилися практично у всіх районах Східної Галичини (сформувався головний військовий округ УПА-Захід), де тут же розвинули високу активність. У лютому 1944 року німці вважали, що сили УПА в Галичині становили близько 80 тис. чоловік. Ще один німецький документ „Ситуація в Галичині охоплена бандами УПА“, датований 17 травня 1944, говорив, що кількість збройних нападів з боку всіх „банд“ в Галичині в січні 1944 року було 6123, в лютому — 6452, в березні — 6887.

Гестапівці страчують полонених українських націоналістів. Дрогобич. 1943 р.

Початок 1944 року ознаменувався змінами в тактиці ОУН і УПА щодо країн Осі, оскільки головним ворогом розглядалася Червона армія, що наступала, і радянські партизани. З обох сторін дедалі більше зростало переконання в безглуздості взаємного поборювання. Боротьба УПА проти двох переважаючих сил стала надзвичайно важкою. Оскільки ситуація кардинально змінилася, то і німецькі військові частини, і розвідка намагалися забезпечити у власному тилу хоча б нейтралітет, що знаходяться тут загонів УПА. Так, в окремих регіонах Волині та Полісся відбулися зустрічі німецьких представників з командирами УПА і провідниками ОУН, в ході яких були укладені домовленості про співпрацю.
На лютий-березень 1944 року ще й доводиться пік Волинської трагедії в регіоні, причому кількість польських жертв зазвичай в кілька разів перевищувала німецькі втрати. Варто відзначити, що німцям вбивства поляків шкодили, оскільки дезорганізовували тил фронту. Це підтверджується документальними свідченнями, які є в наявності матеріали переговорів представників УПА з німецькою стороною (в тому числі переговори представника ОУН Івана Гриньоха з представниками СД). Однією з вимог німецької сторони на цих переговорах було припинення самовільних актів терору проти поляків з боку українських націоналістів. Німці не були зацікавлені в самовільній неконтрольованій діяльності українських націоналістів проти поляків, які підривали баланс сил на контрольованій німцями території і погрожували непередбачуваними наслідками. Однак ніяких великих антиповстанських акцій в Галичині не проводилося. Більшість репресій були відповіддю на дії УПА. Наприклад 21 лютого 1944 року в Чорткові був застрелений комісар Кріпо. У відповідь було розстріляно 27 чоловік — дев'ятнадцять українців і вісім росіян. 4 березня 1944 року в селі Заріччя поблизу Делятина близько сорока українців, всі чоловіки, були розстріляні в помсту за вбивство офіцера, решта населення була депортована до Станіслава. До того ж з березня 1944 німці почали шукати контакти з українським підпіллям в Галичині, які все частіше закінчувалися ув'язненням місцевих „союзів“.
Але навіть в той час, коли УПА вела переговори з німцями, інші загони бандерівців вступали в бої з окупантами. Упівці нападали на невеликі поліцейські каральні загони гітлерівців і їх пособників, які проводили реквізиції і мародерства в селах, звільняли своїх односельців, юнаків і дівчат, яких насильно вивозили на каторжні роботи до Німеччини:.
1. Наприклад, 21 лютого 1944 року в селі Маринівка Чортківського району бійцями загону УПА був убитий німець, керуючий господарством[141].
2. В той же день в селі Папірня Теребовлянського району в засідці УПА були вбиті четверо німців і викрадені двоє поліцейських[142].
3. 22 лютого 1944 року українські повстанці знищили польських поліцаїв і чотирьох німців на хуторі Псари[141].
4. В кінці березня 1944 на дорозі Станіслав-Калуш в засідку куреня УПА „Скажені“ під командуванням Василя Андрусяка („Різуна“) потрапили три вантажівки, наповнені німецькими та угорськими солдатами. Внаслідок короткочасного бою німці загинули, а угорці здалися в полон[143].
5. 23 квітня 1944 року п'ятеро німців були роззброєні упівцями в селі Глухів поблизу Сокаля[144].
6. 28 квітня 1944 року в селі Вербів на Тернопільщині в ході сутички взводу УПА з відділом німців з організації „Тодт“ загинули 5 німців, 2 поранені, 3 потрапило в полон. У той же день прибуло ще 15 німців, їх роззброїли і відпустили[145].
7. В кінці квітня в селі Пациків сотня „Благого“ (Олексія Химинця) вбила шістьох німців і спалила Liegenschaft (приватну власність)[146].
8. Вночі 13 травня 1944 року в Жовківському районі сталося зіткнення німців з загоном УПА. У німців четверо вбито, четверо українців убито, четверо поранено і п'ятеро взяті в полон[147].
9. 15 травня 1944 року в селі Павельчі (нині Павлівка) Станіславівського району німці захопили 13 упівців з обозом, одягом і продуктами. Через деякий час полонених відпустили (мабуть, після листа з погрозою розстріляти по десять німців за кожного українця)[148].
10. 24 травня 1944 року німецький обоз, який прямував з Свіржа в Романів, був обстріляний в лісі. Два німця були вбиті. На наступний день ліс був оточений, упівці (імовірно, загін близько 40 чоловік) були ліквідовані, а села Романів, Станимир і Седліска були спалені, в кожній з них було вбито по кілька осіб, а 250 чоловік вивезено до Львова[149]. В той же день в лісі біля сіл Залуже і Нове Село сотня УПА «Залізняка» провела бій з узбецькими колаборантами, яким на допомогу прийшли 2 танки і 5 вантажівок з відділом Шуцполіції. За даними українських джерел, у цій сутичці загинув один партизан, двоє були поранені, а німці та узбеки втратили загалом двох вбитими і 20 пораненими[150].
11. Згідно з одним німецьким повідомленням 26 червня 1944 року стався бій біля міста Миколаєва на Львівщині, в ході якого гітлерівці знищили 29 членів УПА і взяли в полон 250 повстанців[151]. Інший бій між УПА та німцями стався 4 липня біля Рогатина[152]. 11 липня загін УПА недалеко від Грубешова атакував підрозділ СД[153].
12. 29 червня 1944 року в селі Стратин, Рогатинського району, німці виявили польовий госпіталь УПА. Охорона відступила, забравши поранених. У госпіталі залишився один тяжко поранений повстанець, який був добитий пострілом з пістолета і санітарка УПА, що потрапила в полон[148].
13. У кінці липня 1944 року в районі села Набріж (Томашувскій повіт, Люблінське воєводство) німці, ймовірно, здобули останню перемогу в боротьбі з УПА. Одна з сотень ВО „Буг“ в битві з ними мала втрати близько 50 осіб[148].

З підходом лінії фронту почастішали напади повстанців на відступаючі або розбиті частини Вермахту з метою захоплення зброї і тривали аж до закінчення нацистської окупації України:
1. У липні 1944 біля села Монастирець, недалеко від Журавно, загін УПА роззброїв групу німецьких солдатів. Несподівано під час операції прибула друга група німців. Відбулася перестрілка, в якій загинуло кілька повстанців[155].
2. У тому ж місяці в районі Турки УПА влаштувала засідку на відступаючих німців. Після нетривалої стрільби в руки повстанців здалася ціла рота. Було захоплено 29 обозів зі зброєю, переважно радянського виробництва[155].
3. 3 серпня 1944 р. 2-га чета 1-й сотні УПА з куреня „Скажені“ біля села Ластівка під керівництвом „Славка“ захопила близько тридцяти возів з боєприпасами[156].
4. 7 серпня 1944 року біля села Ясінки в Турківському районі цей же загін 180 німців і 50 узбеків. Німці були відпущені, а узбеки передані в розпорядження СБ-ОУН[156]. На наступний день німці в знак помсти спробували оточити сотню і поблизу села Зубриця вона була практично розбита. Колишній командир УНС Олександр Луцький на допиті в НКВС розповів, що тоді пересувався в супроводі загону, і сам дивом вцілів, а після катастрофи з залишками сотні кілька днів блукав лісами й опинився в районі села Завадка, де приєднався до сотні „Месники“ якою командував Олексій Химинець[157].

### Бій підКаровим(11 травня 1944 року)
Великий бій між УПА та німцями в селі Карів Червоноградського району Львівщини. Облава, яка закінчилася принизливою поразкою повстанців, що можна пояснити тільки амбівалентним ставленням УПА до німців. Протистояли окупантам сотня „Галайда“ (командир Дмитро Пелип-„Ем“), сотня „Сіроманці“ (командир Дмитро Карпенко-„Яструб“) і сотня „Морозенко“.
Коли німці під'їхали до автомобілів, сотня „Сіроманці“, власне проводила вишколи. „Яструб“ велів передати німцям, щоб йшли геть. Те, що сталося далі, мабуть, стало для нього повною несподіванкою. Німці розділилися на дві групи. Перша відрізала дорогу в ліс, а друга — автомобілями на повній швидкості в'їхала в село. Раптова атака змусила партизанів відступити в напрямку Домашева. Але коли з'ясувалося, що і в тому селі є німецькі війська, частина бійців УПА склали зброю. Сотня втратила 8 чоловік, чотири партизана були поранені. У полон здалися до 40 чоловік. Також загинули четверо мирних жителів. Німцям дісталося шість ручних кулеметів, крупнокаліберний кулемет і міномет.
Сотні „Морозенко“ в Бандзіні пощастило більше, бо вона зуміла відступити з втратою трьох убитих і двох поранених. В обох селах були втрачені багаті склади з припасами. Німці частково спалили обидва села.

### Оборона гори Лопата 6—16 липня 1944
Локальні бої між УПА та об'єднаними німецько-угорськими військами з 6 до 16 липня 1944 роки, що проходили власне на горі Лопата, поблизу міста Сколе (Львівська область України) і в Чорному Лісі; наймасштабніший бій УПА з німецькими окупантами в Галичині. Командував боями Василь Андрусяк (псевдонім „Різун“), командир батальйону „Скажені“.
Все почалося з того, що загін Андрусяка роззброїв патруль солдат вермахту біля Чорного лісу, після чого їх відпустили, щоб не провокувати німців на відповідні каральні акції, однак німці та угорці спробували оточити загін. Повстанцям вдалося вийти з оточення, але в помсту вони здійснили кілька нападів на маленькі німецькі загони. За найпоширенішою версією, втрати УПА — близько 50 убитих і поранених, і близько 200 убитих і поранених з німецької сторони без урахування угорців.

## Відносини УПА із союзниками Третього рейху

### Ставлення УПА до 14-ї гренадерської дивізії СС „Галичина“
Звістка про створення дивізії СС „Галичина“, оголошена 28 квітня 1943 року, викликала резонанс в Галичині. Це було сприйнято як оголошення про зміну політики Третього рейху щодо українців. Тому в ряди дивізії пішли тисячі добровольців, в тому числі деякі члени і симпатики ОУН. Однак проти вербування виступили командири УПА з Волині: Дмитро Клячківський і полковник Леонід Ступницький. Під їх впливом ОУН-Б виступила із заявами, що засуджують вербування.
Кампанія вербування в дивізію була пов'язана з критикою діяльності підпілля. Організатори дивізії називали УПА „лісовими бандами“. Бандерівці називали добровольців до дивізії „державними зрадниками“. Заклики ОУН-Б бойкотувати вербування спочатку не дали результатів. Лише восени 1943 року частина людей, які отримали покликання, потрапила в партизанські загони замість того, щоб вступити в дивізію. Однак потім Центральний Провід ОУН змінив ставлення до створення дивізії. У листопаді 1943 року було визнано, що це відмінне місце, де українці можуть проходити військову підготовку. На дезертирство, можливо, вказали тільки після проходження військової підготовки. Офіційно ОУН-Б продовжувала критикувати концепцію створення дивізії, але на практиці бойкот її вербування був припинений.
При цьому оунівці намагалися ввести в ряди дивізії своїх перевірених людей, які в потрібний момент візьмуть її під свій контроль. Вони були відправлені, серед іншого капітан Богдан Підгайний, лейтенант Михайло Качмара і лейтенант Григорій Голяш. Бандерівці планували ввести в кожен підрозділ по одному члену ОУН-Б, але німцям вдалося перешкодити цим намірам шляхом ретельного відбору добровольців. Однак вони не змогли заблокувати контакти між бійцями дивізії і партизанами УПА.
Бійці 4-го полку поліції СС, що складаються з добровольців, не допущених за станом здоров'я або фізичного стану до служби в 14-ї гренадерській дивізії СС, одними з перших зіткнулися з УПА. 4-му полку під командуванням штурмбанфюрера Зігфріда Банца була поставлена задача забезпечити тил німецької армії в Східній Галичині. 22 лютого 1944 року батальйони полку були зосереджені в Золочеві, Бродах та Збаражі. Селище Гута Пеняцька знаходився в зоні дії 4-го полку. 23 лютого 1944 року сюди прибула його розвідка. Сталося зіткнення з польською самообороною, в якому загинули два солдати СС — Олекса Бобак і Роман Андрійчук. Для убитих німці влаштували урочистий похорон у Золочеві. За даними ряду польських істориків, 28 лютого 4-й добровольчий галицький полк начебто за сприяння сотні УПА „Сіроманці“ в помсту за цей інцидент взяв участь у знищенні польського села Гута Пеняцька, де було спалено 172 будинки і знищено понад 500 осіб польського населення, включаючи жінок і дітей. У березні ними ж, за сприяння загону УПА, в домініканському монастирі села Підкамінь було знищено понад 250 поляків.
Однак після закінчення Другої світової війни, на вимогу Фонду Візенталя та деяких членів парламенту Канади в 1986 році створили урядову комісію, відому як Комісія Дешена. Вона мала розслідувати факти переховування воєнних злочинців у Канаді, серед них також і колишніх вояків дивізії. Після вивчення архівних матеріалів і допиту свідків комісія у своєму офіційному рішенні від 1987 року визнала, що солдати дивізії „Галичина“ не скоювали ніяких злочинів. Нюрнберзький процес, який тривав з 20 листопада 1945 до 1 жовтня 1946 року та розглядав військові злочини нацистів, також не знайшов доказів скоєння нею військових злочинів. Згадки про неї немає в обвинувальному акті і жоден вояк „Галичини“ засуджений не був.
5-й поліцейський полк під командуванням оберштурмбаннфюрера Франца Лехталера також оперував в районі діяльності УПА. З 20 лютого по 22 червня 1944 року перебував на лінії річки Буг з завданням розширення оборонних рубежів. Штаб полку та його 1-го батальйон дислокувалися в Хелмі, 2-й батальйон перебував в Грубешуві, 3-й батальйон знаходився у Білій Підлясці. У березні-квітні 1944 року він брав участь в боях з польськими та радянськими партизанами. Бійці 5-го полку встановили контакт з УПА в районі Любліна, що призвело до численних дезертирств. Серед дезертирів був Мар'ян Лукасевіч-„Ягода“, який згодом командувач сотнею „Вовки-2“. У червні 1944 року 5-й полк, як і 4-й, розформували, а його бійців зарахували в дивізію.
У липні 1944 року почався радянський наступ. Дивізія СС „Галичина“ разом з німецькими частинами опинилася в оточенні під Бродами, в якому близько 7000 чоловік були вбиті або взяті в полон. З оточення вийшло близько 3 тисяч солдатів дивізії, половина з яких становила тилові частини (ветеринарна, технічна та ін.). Залишки військ зібралися в місті Середнє, розташованому між Ужгородом та Мукачевом на Закарпатті.
Деякі з тих, що вижили (приблизно 200 чоловік) приєдналися до УПА. Щонайменш, близько 80 з них поповнили сотню „Дружинники“ під командуванням Михайла Марущака. Завдяки цьому він створив ще дві сотні. Потім цей підрозділ дісталося до Карпат, де частина солдатів СС повернулася додому. Група солдатів зі Словаччини також подалася до лав УПА після придушення словацького повстання. Солдати дивізії передали повстанцям багато зброї і боєприпасів. Згідно з мемуарних спогадів Івана Гриньоха, вистачило б, щоб озброїти два батальйони.
Всього ряди УПА поповнили кілька сотень бійців дивізії. За словами Івана Гриньоха, тільки за перші місяці існування дивізії в УПА дезертирували майже 600 солдатів. Однак український історик Андрій Боляновський перераховує 158 імен солдатів СС „Галичини“, що опинилися в складі повстанців, в тому числі командирів куренів і сотень.

### Протистояння з Королівством Угорщина
На початку Другої Світової війни Угорщина була першою країною Осі, з якою у українських націоналістів відразу склалися ворожі відносини.
Починалося все в березні 1939 року. На уламках колишньої Чехословаччини українськими націоналістами на чолі з Августином Волошиним було оголошення створення Карпатської України, короткочастної держави на території нинішньої Закарпатської області. Зі згоди Гітлера угорці окупували Карпатську Україну. Спротив окупантам чинила Карпатська Січ, організація, кістяком якої були члени ОУН, зокрема, майбутній генерал-хорунжий і головнокомандувач УПА, Роман Шухевич, входив до Генерального штабу національної оборони Карпатської України.
Вступ Угорщини в війну проти СРСР на боці Третього Рейху став повною несподіванкою для керівництва ОУН. З огляду на нову військово-політичну ситуацію, яка склалася наприкінці червня-початку липня 1941 року, оунівське керівництво змушене було переглянути своє попереднє вороже ставлення до Угорщини. Перед українським націоналістичними силами з'явилася об'єктивна необхідність співпраці з Угорщиною як союзником Німеччини в загальній війні проти більшовизму. В цьому випадку спрацювала проста формула „ворог мого ворога — мій друг“. Відтепер ОУН намагалася розглядати угорську армію як потенційно союзну армію для Української держави. Угорців, як і німців на Західній Україні місцеве українське населення зустрічало, як визволителів. Однак своїми першими діями на захоплених українських землях угорські війська красномовно продемонстрували, що вони прийшли сюди аж ніяк не з визвольними цілями. На сьогодні збереглося чимало документів і спогадів очевидців, які однозначно свідчать грубу поведінку гонведів щодо українського населення влітку 1941 року. За повідомленнями німецької служби безпеки і СД по 15 липня 1941 року, угорці конфіскували всю провізію в Коломиї і Станіславі.
Угорські репресії проти оунівців виявилися не менш жорстокими, ніж нацистські. У березні 1942 року угорська влада в Закарпатті проведе масові арешти людей (переважно інтелігенції), запідозрених у співпраці з ОУН. У квітні репресії посилилися і в в'язниці потрапили 1300 членів ОУН і їх прихильників. Шість провідників Закарпатської ОУН розстріляли. У другій половині липня 1942 роки перед військовим трибуналом в Ковнеровському палаці поблизу Мукачева постане вся закарпатська Крайова Екзекутива ОУН. Як результат: український націоналістичний підпілля в регіоні було повністю розгромлено.
У 1943 році на Волині з'явилися угорські частини, що забезпечують тил німецької армії. Спочатку це були залишки 2-ї армії, розбитої під Сталінградом, потім їх змінила 25-та стрілецька дивізія VII корпусу. У першій половині 1943 року угорські окупаційні війська, які за завданням німців виконували поліцейсько-охоронні завдання на Волині, часто залучалися німецьким командуванням до проведення антиповстанських операцій і пацифікаційних акцій в українських селах. Протягом весни і літа 1943 року УПА здійснювали регулярні напади на угорські блокпости і станиці на залізничних коліях, мостах і шосейних дорогах. Крім цього одним з найпоширеніших засобів отримання зброї було проведення роззброєння деморалізованих угорських гонведів. У більшості випадків захоплених в полон угорців повстанці відпускали на волю. Ось ряд прикладів:
1. У першій половині березня 1943 р., за повстанськими даними, невеликий відділ УПА у складі 20-ти стрільців роззброїв угорський батальйон, що відступав на захід[176].
2. На початку березня при переході залізничного переїзду поблизу станції Оженин Острозького р-ну на Рівненщині відділ „Гордієнка“ (сотенний Г. Вротновський) зазнав обстрілу з боку угорської охоронної частини. Тим часом сотня під командуванням „Бурсака“ провела роззброєння угорського гарнізону (60 бійців), що охороняв залізничний міст у с. Ситне Радивилівського р-ну тієї ж області. Полонених угорців відпустили на волю[177].
3. 19 квітня 1943 р. між сотнею УПА „Чорноморця“ (Є. Басюка), що нараховувала 120—180 осіб, і ротою гонведів, був тригодинний бій у села Будераж Здолбунівського повіту Рівненської області. На допомогу угорцям прибули німецькі війська, внаслідок чого повстанці змушені були відступити двома групами у Кременецькі і Точевицькі ліси, втративши 2-х поранених і 7 убитих. Серед угорців та німців було 15 вбитих і 19 поранених[178].
4. В кінці квітня 1943 с. Мости розвідувальний відділ УПА роззброїв 10 угорців, які при цьому добровільно здалися в полон. За спробу втечі 2 противників були вбиті, ще 2 поранені, а решта були відпущені на свободу[179].
5. 12 травня 1943 сотня УПА „Цигана“ (Павло Цинко) влаштувала засідку поблизу села Янкевичі (тепер Іваничі) Костопільського району Рівненської області на групу німців, польських поліцаїв і угорців, які поверталися після продовольчої вилазки в українські села, внаслідок чого були повернуті всі відібрані у селян продукти[180].
6. 31 травня 1943 р. німецькі війська за підтримки угорських окупаційних підрозділів оточили Точевицький лісовий масив на Рівненщині, де розташовувався відділ УПА „Чорноморця“ (Євгена Басюка). Під час антиповстанської операції угорські війська, за наказом німців, були залучені до прочісування лісів. Внаслідок тривалої облоги українські партизани були змушені під прикриттям ночі відступити, залишивши на місці постою заміноване поле, вступивши на яке, гонведи зазнали значних втрат. Сам Євген Басюк, за його особистими зізнаннями, отримав у бою 12 поранень. Німці та угорці недорахувалися, за повстанськими даними, 22 особи[181].
7. 10 червня 1943 місцева боївка ОУН під командуванням В. Ткачука („Миколи“) здійснила вдалий напад на взвод угорців (50 осіб) поблизу с. Мощаниця Острозького району, який здійснював охорону залізничної колії. В результаті атаки були роззброєні 20 гонведів. На допомогу ворогу зі станції Кривин Кам'янець-Подільської області прибув бронепоїзд, внаслідок чого повстанці були змушені відступити[182].
8. У середині літа 1943 р. відбувся напад відділу УПА на угорську залізничну заставу в с. Михайлівка Радивилівського р-ну. На допомогу угорцям прийшла підмога, і повстанці відступили. У липні 1943 р. відбувся бій між боївкою ОУН-Б на чолі з П. Зваричем („Славко“) і взводом гонведів у с. Тайкури Рівненського району, внаслідок чого було вбито 8 угорців, а решта розбіглась[183].
9. 20 липня 1943 р. дійшло до сутичок між відділами УПА й угорським взводом неподалік Шнедської Буди. Із 50 мадярами, які брали участь у бою, загинуло 6 осіб і 2 гонведів було взято в полон[184].
10. 13 серпня 1943 р. курінь УПА «Негуса» (командир — С. Олеськів) здійснив напад на місце дислокації роти угорських гонведів у с. Сторожів Корецького району. Після запеклого бою, який тривав цілу ніч, угорці зазнали втрат і відступили[185].
11. 21 вересня 1943 повстанці організували засідку на автоколону з угорськими військами на шляху Дубно-Радивилів. Внаслідок акції були спалені 3 машини і вбито понад 50 угорських солдатів і офіцерів. Але потім угорцям прийшла підмога, і воїни УПА були змушені відступити[186].

На серпень 1943 року припадають перші спроби перемирення між УПА і угорськими військами. Мадяри, не бажаючи проливати кров за німецькі інтереси, потай від гітлерівців уклали угоду з одним із загонів і заявили командному складу, що хочуть бачитися з керівництвом УПА і налагодити взаємини мадярів з УПА, оскільки вони не підтримували нацистської політики по відношенню до євреїв і слов'ян. Втрати угорців в сутичках з УПА за весну-літо 1943 року оцінюють приблизно від 300 до 500 убитими і понад 300 полоненими (роззброєними). Це становило близько 1/8 від загальних втрат угорських окупаційних військ в тилу Східного фронту за період з 1 травня 1943 до 1 січня 1944 (4108 чол.).
28 жовтня 1943 р. головнокомандувач УПА Дмитро Клячківський віддав наказ не атакувати війська союзників Третього Рейху (угорців, румунів, словаків, італійців), домовитися з ними про нейтралітет і по можливості, допомагати їм продуктами.
Відносини між УПА та угорськими окупаційними військами у другій половині 1943 р. — початку 1944 р. вже мали багатогранний і вкрай неоднозначний характер. Існували як випадки дотримання нейтралітету, взаємного ненападу та співпраці, так і факти збройних сутичок, боїв, зіткнень, пограбувань угорськими військами українського населення та роззброєння повстанськими загонами гонведів. У грудні 1943 року загони ОУН-УПА в селі Будераж у Рівненській обл. відвідала делегація представників Угорщини. Обидві сторони зобов'язалися не стріляти один в одного. Переговори продовжилися в Львові і Будапешті. Угорці ознайомилися зі станом матеріально-продовольчого забезпечення ОУН-УПА, обговорили план організації диверсій в радянському тилу, лікування оунівців в угорських госпіталях і їх можливу еміграцію до Угорщини зі збереженням права проведення політичної діяльності. До того ж Будапешт вів закулісні переговори з США і Великою Британією про вихід з війни.
Новим активним етапом протистояння між ОУН, УПА й угорськими збройними силами стали події березня 1944 р., коли німецькі війська окупували Угорщину за сценарієм операції під кодовою назвою «Марґарете — 1». Після призначення 19 квітня 1944 р. нового начальника генштабу генерала в угорських збройних силах почались кадрові ротації, зорієнтовані на посилення німецького впливу у середовищі вищого командування. З вищих командних посад звільнили або перевели на інші службові посади чимало угорських офіцерів, причетних до контактів з представниками українського підпілля. На вищі урядові та військові пости призначені люди, відомі своїми пронімецькими поглядами. При таких умовах виконання домовленостей, досягнутих в результаті таємних переговорів між угорцями та ОУН-УПА, виявилося неможливим.
В кінці березня — початку квітня 1944 новий угорський уряд мобілізував і відправив на Східний фронт в південну Галичину 1-ю угорську армію (136 тис. чоловік) на чолі з генерал-полковником Гезой Лакатошем, окремі частини якої змушені були вести бойові дії і проти українських повстанців. Під час відступу в ході боїв з радянськими військами в південній Галичині угорські частини часто вдавалися до грабунку мирного населення. До того ж угорці підтримували польську сторону в українсько-польському конфлікті на території Галичини у 1944 р.: цілком дружелюбно ставилися до польського населення і часто захищали їхні села від збройних нападів українських боївок, допомагаючи полякам у виїзді на Захід. У політичному плані угорці були більш зацікавлені у тому, щоб після закінчення війни західноукраїнські землі повернулися до складу Польщі, аніж до незалежної України, постання якої на північно-східних кордонах Угорщини не вписувалось у зовнішньополітичні плани угорської еліти. Між польським підпільним рухом та угорськими військами упродовж всієї війни існували тісні контакти у розвідувальній сфері — поляки інформували угорців про український національний рух та військовополітичне становище в Галичині.
У березні-травні 1944 на Галичині угорські війська провели ряд каральних операцій проти загонів УПА, повстанці також здійснювали напади на угорців, переважна більшість яких носило обеззброюючий характер і протидію угорським реквізиціям, ось ряд прикладів:
1. 26 березня 1944 охоронна сотня старшинської школи УПА «Олені» в Карпатах під командуванням «Коника» (Михайла Гальо) роззброїла між селами Старий і Новий Мізунь Долинського району роту з 180 угорців, що висувалися з Угорщини на німецько-радянський фронт[194].
2. У квітні 1944 р. угорське військо пограбувало с. Пилипи на Коломийщині, забравши з собою у полон 150 селян. Однак у горах поблизу присілку Рунок конвойованих відбив відділ УПА, знищивши 15 угорських конвоїрів[195].
3. 5 квітня 1944 року в лісі між Боднаровим і Мостищем на Калущині українськими повстанцями було роззброєно угорське військо, яке їхало на 4-х машинах[196].
4. 20 квітня 1944 р. у результаті нападу добре озброєного загону УПА на угорський підрозділ у с. Сівка-Калуська гонведи відступили до Калуша, де, роздавши зброю місцевим полякам, спільно відбили повстанський напад і провели пацифікацію села[197].
5. 6 травня 1944 р. угорське військо у кількості 180 осіб здійснило наїзд на суміжні села Грабівка (Калущина) та Саджава (Богородчанщина), в результаті якого було пограбовано населення, спалено 166 господарств і розстріляно 34 особи. Під час акції на захист населення виступив самооборонний кущовий відділ (СКВ), який, нав'язавши бій і знищивши 30 осіб, змусив угорців відступити до Богородчан[198].
6. У травні 1944 р. повстанська сотня під командуванням Л. Гринішака («Довбуш») здійснила напад на німецько-угорський гарнізон в Долинщині, який з допомогою місцевих поляків систематично здійснював каральні та мародерські акції в українських селах. Під час бою було вбито 8 угорців і 3 німців, а рота угорців (134 особи) у повному виряді здалась у полон. Втрати УПА становили: один вбитий і чотири поранені. Всіх полонених гонведів повстанці відпустили на волю[199].
7. За даними польського підпілля, в Наприкінці травня 1944 відбувалися запеклі бої між частинами 7-го угорського корпусу і загонами УПА на Долинщині і Болехівщині з використанням гонведами польової артилерії. Через деякий час конфлікт між УПА та угорськими військами поширився також на Турківщину[200].

Але справа йшла до розгрому Третього рейху та його союзників. Почастішали випадки дезертирства угорських солдатів. Найчастіше вони тікали до польського підпілля Армія Крайова (АК), яка також воювала проти УПА. Відступаючи під ударами радянських солдатів, угорські союзники Гітлера пішли на вимушений контакт з ОУН-УПА, обидві сторони вирішили зупинити непотрібне кровопролиття. Новий пік переговорної активності між УПА та угорськими військами у Галичині припадає на червень–липень 1944 р., наслідком чого стало укладення серії угод на кількох військових рівнях між різними штабами та командними центрами двох армій. У той момент, коли між угорцями і УПА знову досягалося розуміння, повстанці не тільки прикривали відступ угорців, а й виводили їх з оточення за помірну плату — зброєю. Однак не все так складалося райдужно, як хотілося б, насамперед через німецький фактор. Через місцеві обставини і тиск на угорців з боку німецького командування доходило до збройних сутичок між відділами УПА та угорськими військами навіть влітку 1944, що супроводжувались втратами з обох боків і тривали аж до кінця нацистської окупації України. Влітку у військове протистояння з угорцями були, зокрема, залучені старшинські школи УПА в Карпатах:
1. Так на початку липня 1944 р. на дорозі Косів–Жаб'є бойові сотні на чолі з поручником А. Максименком («Степовим») здійснили засідку на угорську роту (200 солдатів), що відступала під натиском радянських військ, внаслідок чого цілий підрозділ здався у полон, і після роззброєння його вояки були відпущені на волю[202].
2. Наприкінці червня 1944 р. у Долинському районі відбувся бій між відділом охорони старшинської школи УПА «Олені» та угорською ротою, що була залучена до будівництва лінії укріплення у передгір'ї Карпат, унаслідок чого загинуло 27 угорців, а решта противників були змушені відступити зі своїх позицій[203].
3. У першій половині липня 1944 р. сотня під командуванням «Довбуша» роззброїла 300 угорських карателів між селами Сливки і Ясень у Рожнятівському районі[204].
4. у другій половині липня під час очищення від недобитків загону радянських партизан Шукаєва у Майданських лісах на Дрогобиччині один з відділів УПА, що перебував в околицях сіл Зубриця та Головське, зазнав несподіваного нападу з боку угорського війська. Відбивши напад, повстанці успішним обхідним маневром змогли оточити гонведів і змусили їх скласти зброю. Все військове спорядження було конфісковано, а роззброєних гонведів відпущено на волю[205].
5. 24 липня 1944 року між селами Тур'є і Жданно на Дрогобиччині відділ УПА під командуванням «Благого» (Олексія Химинця) роззброїв роту угорців[206].
6. 30 липня 1944 р. у с. Кальна Долинського району чота сотні УПА під командуванням «Ясьміна» (Володимира Верещинського) здійснила засідку на дві роти угорців, що відступали з фронту, відібравши у них зброю. Після цього полонених гонведів було нагодовано й відпущено[207].
7. На початку серпня 1944 р. курінь УПА «Скажені» під командуванням Василя Андрусяка («Різуна») роззброїв між селами Зубриця і Радич у Турківському районі на Дрогобиччині 220 угорських солдат. Під час проведення цієї акції було вбито 2-ох і поранено 7 угорців, без втрат з боку упівців[208].
8. 22 серпня 1944 повстанці спробували роззброїти групу угорських солдатів в с. Ялинкувате на Сколівщині, проте мадяри чинили запеклий опір, змусивши повстанців відступити[209].
9. На початку вересня 1944 р. під час переходу куренем «Рена» (Мартіна Мізерного) лінії фронту відбувся тригодинний бій з угорським батальйоном (400 осіб) на Ужоцькому перевалі. Опинившись у невигідному становищі (курінь «Рена», що перебував на горі, здійснював мінометний обстріл угорських позицій в маленькому присілку на схилі), угорське військо підійняло білий прапор і було повністю роззброєне повстанцями[210].

### Протистояння та співробітництво з Королівством Румунія
Розгорнувши широку антинімецьку збройну боротьбу на початку 1943 р на Волині і південному Поліссі підпілля ОУН (б) і УПА були змушені перейти також до протистояння з румунськими військам і карально-репресивними органами на окупованих українських територіях Північної Буковини, Бессарабії та Трансністрії, розглядаючи цю країну в якості союзника гітлерівської Німеччини. Румуни вели відверто антиукраїнську політику і також були не зацікавлені в незалежності української держави. Але помітних збройних нападів і диверсійних акцій щодо румунських окупантів з боку українських націоналістів не було. До того ж влітку 1943 року діяльність ОУН на окупованих Румунією землях була практично паралізована румунськими спецслужбами.
Протистояння носило переважно агітаційний і пропагандистський характер. Як виняток може служити формування загону УПА у Вінницькій області в грудні 1943, який діяв на півночі Одеської області, але незабаром після створення був розбитий. Місцеві підпільники на Буковині і в Трансністрії уникали прямих зіткнень з окупантами, але в разі потреби могли і відкрити вогонь. Для виконання поставлених завдань підпільники часто легалізувалися, влаштовуючись працювати на адміністративні посади окупантів.
На рубежі 1943/44 ситуація різко змінилася і румунські спецслужби почали переговори з українськими націоналістами про співпрацю проти СРСР. У жовтні 1943 року в Одесі представник проводу ОУН в Трансністрії Лука Павлишин та його заступник Тимофій Семчишин зв'язалися з начальством центру № 3 ССІ полковником Пержу і капітаном Аргіром, який повідомив про принципову згоду Бухареста на переговори з націоналістами. Тоді ж досягли домовленості про припинення бойових дій.
17-18 березня 1944 року в Кишиневі відбулися офіційні переговори між представниками ОУН (б) і Румунії. З української сторони переговори вели член Референтури зовнішніх зв'язків Проводу ОУН-Б Іван Гриньох, глава ініціативного комітету зі створення УГВР Лев Шанковський і крайовий провідник Трансністрії Семчишин. З румунської сторони від імені «румунського уряду» виступали представники румунської армії і спецслужб. На переговорах юридичний консультант румунського МЗС Д. Баранчи заявив, що Бухарест буде готовий відректися від своїх імперських прав на Трансністрію з Одесою натомість за що зажадав до ОУН зробити аналогічний крок щодо Північної Буковини і Бессарабії. Через територіальні розбіжності політичну угоду між ОУН і Румунією так і не було укладено. Проте, у військовій сфері було досягнуто згоду про співробітництво.
Весною 1944 р. на Буковині в акурат до приходу Червоної Армії місцеві активісти ОУН почали партизанські дії. В околицях села Мигове був створений вишкільний табір і сформована підпільна військова організація БУСА (Буковинська Українська самооборона армія), яку очолив мельниківець Василь Шумка. Примітний ще той факт, що ОУН (м) на Буковині ще з 1940-41 рр. була значно сильніше бандерівської фракції. До 1944 року активного націоналістичного або радянського партизанського руху, як такого тут не було. З квітня 1944 року БУСА створювала табори в горах і організовувала рейди в райони, вже зайняті Червоною Армією. Шумка досяг угоди з командуванням Групи армій «Південна Україна» про спільні дії проти СРСР, які допомогли українцям, надавши їм, серед іншого, зброю і боєприпасами. Після окупації Червоною Армією Буковини і Бессарабії деякі члени БУСА приєдналися до УПА в складі групи УПА-Захід. Решта потрапили до Словаччини, а звідти до Німеччини, де в квітні 1945 року увійшли до складу щойно сформованої 1-ї дивізії Української національної армії.

### Протистояння з Першою Словацькою Республікою
Мали місце озброєння збройні зіткнення партизан УПА і з частинами Мобільної Дивізії Словаччини. В Протягом 1943 р мобільна дивізія була перетворена в 1-ю піхотну дивізію, її зняли з фронту і направили на охорону чорноморського узбережжя. Разом з німецькими і румунськими військами словаки відступали з боями через Каховку, Миколаїв і Одесу. Потім охоронна дивізія була переведена в українське Полісся, де і брала участь в боях c українськими повстанцями.

## Німецькі документи про антинацистську діяльність ОУН-УПА
Важливим джерелом для вивчення історії українського визвольного руху в період Другої світової війни на Волині і Галичині залишаються німецькі архівні документи, які власне і характеризує ОУН і УПА не як союзників (свого часу намагалися довести радянські ідеологи, маніпулюючи різними документами, в тому числі і німецькими), а як представників ворожої воюючої сторони.
Це підтверджують публікації комплексу німецьких документів Тарасом Гунчаком в 1983 році в двох томах «Літопису УПА» (п'ятий і шостий) суто з документів, що знаходяться в той час в архівах Федеративної Республіки Німеччини. На жаль, всі вони були опубліковані на німецькій мові, без перекладу, тільки з невеликими анотаціями за змістом кожного джерела, що ускладнює їх використання дослідниками.
Значно далі пішов інший емігрантський історик Володимир Косик, який підготував і опублікував 4-х томи німецьких документів у виданні «Україна у Другій світовій війні у документах». 181 із 238 опублікованих у зазначеному виданні документів і встановила, що 123 документи зберігаються у Федеральному архіві в Берліні, а 58 — у Федеральному військовому архіві у Фрайбурзі. Переважна більшість цих документів не є оригінальними, а представлені у вигляді мікрофільмів, зроблених з матеріалів документального центру у Вашингтоні. Крім того професор В. Косик підбирав документи про діяльність українського визвольного руху в 1943—1944 рр. під певним кутом зору, не публікуючи фрагменти або окремі документи, які висвітлювали українсько-польське протистояння в той час. Обидва вчених, і Тарас Гунчак, і Володимир Косик, користувалися документальними масивами іноземних архівних установ, але значний комплекс джерел із зазначеної тематики знаходиться також в Україні.
Ще помітним явищем історичного життя став вихід в 1996 році збірки іншого українського історика Володимира Сергійчука «ОУН-УПА в роки Війни». Примітна особливість цієї збірки полягає в тому, що документи в ньому представлені відразу в трьох вимірах, в тому числі — трофейні німецькі, які зберігалися в українських архівах під грифом «Таємно» до розпаду СРСР. Зокрема, в Центральному державному архіві громадських об'єднань України зберігаються документи німецьких окупаційних установ, каральних органів в найбільшому з фондів архіву — фонді Центрального комітету комуністичної партії України (ф. 1, опис 22).
У 2001 році у Львові був опублікований збірник документів «Українське державотворення. Акт 30 червня 1941». Примітно те, що в цьому збірнику матеріали представлені також трьох вимірах — документи ОУН, СРСР і Третього Рейху, само собою. Це в переважній більшості регулярні повідомлення Поліції безпеки і СД про становище на окупованих територіях СРСР в період з 1941 до січня 1942 року.
Ну а тепер про головне. Під час Другої світової війни карально-репресивні органи Німеччини — поліція безпеки (СП) і служба безпеки (СД) і армійська розвідка (абвер) намагалися отримати достовірні дані про український визвольний рух і здійснювали спеціальні операції по ліквідації його вогнищ. На українських землях діяли спеціальні поліцейські айнзацкоманди СП і СД, які належали до двох айнзацгруп: «C» і «D». Саме вони звітували в Берлін про виявлені факти діяльності ОУН (б) і ОУН (м), загонів Тараса Бульби-Боровця. У Берліні на основі звітів і повідомлень, отриманих з рейхскомісаріату «Україна», Головне управління безпеки Рейху виробляло своєрідні бюлетені: «Повідомлення про події в СРСР» (від 23.6.1941 по 24.4.1942), «Повідомлення з окупованих територій Сходу» (від травень 1942 по травень 1943) і «Повідомлення айнзацгруп поліції безпеки і СД про діяльність і ситуації в СРСР» (від 15.9.1941 по 31.3.1942). Крім того Берлін отримував Повідомлення від німецької розвідки (Абверу), від служби «Чужі армії на сході» та інших німецьких установ, збирали інформацію про оунівське підпілля і підрозділах УПА. Також збереглися окремі повідомлення начальника поліції безпеки і служби безпеки Волинського округу, що охоплюють періоди від 7-го по 20 серпня, з 13 по 20 листопада 1942 року і за окремі дні березня 1943 року:
1. Донесення шефа поліції безпеки і СД від 8 січня 1943 року розповідає про арешти оунівців в Маґдебурзі, Бравншвайгу, Ґоті, Франкфурті на Майні, Празі. (Подано імена арештованих). У Львові арештовано священика Йозефа Петерса, народженого в Зідлюнґсгавзені 1905 року, за працю, разом з українськими кругами, ворожу Рейху[217].
2. Донесення начальника поліції безпеки і СД від 19 березня 1943 року розповідає про загострення ситуації на Волині на початку весни 1943, і антинімецьку діяльність різних націоналістичних організацій. Найбільше місця все звіти присвячують діяльності ОУН-Б, яку характеризують як найчисленнішу і гостро антинацистську політичну силу — масову в західних областях України і діяльну на всіх просторах України, також там згадується про перехід української поліції на бік УПА (банди Бандери). Досить часто звіти подають інформацію або оцінки діяльності ОУН-М. У двох звітах є інформації про «Поліська Січ» та її керівника Тараса Боровця («Бульбу»). Лише один раз згадуються локальні підпільні організації — київська «Революційна Українська націоналістична організація» (РУНО, керівник Олександр Погорілий), Кремянецкий «Фронт Української революції» (ФУР) і львівська «Борці за незалежність України». Звіти також обговорюють діяльність деяких легальних організацій[218].
3. Один з керівників фірми «Україна-дерево» Шенк писав 1 квітня 1943 від тому, що на Волині крім радянських партизан існує велика кількість «націоналістичних партизанів», які «вимагають вільної України і відходу німців». Їхні напади ростуть навіть серед білого дня. І що з боку УПА постраждали вже багато лісопилок і загинуло близько 400 службовців і робітників[219].
4. У донесенні райхскомісара України Еріха Коха від 4 квітня 1943 відчувається напружений стан на цій території: «На Волині залишилося тільки два райони, вільні від банд. Зокрема небезпечні виступи українських національних банд у районах Крем'янець-Дубно-Костопіль-Рівне. Українські національні банди напали вночі з 20 на 21 березня одночасно на всі окружні господарські установи в окрузі Кременця… При тому загинуло 12 німців: господарників, лісників, солдат і поліцейських»[220].
5. Донесення начальника поліції і СД від 21 травня 1943 року описує детальну інформацію про «Поліську Січ» та її лідера. Крім біографічних даних Тараса Боровця, документ повідомляє, що в 1941 році. «Після приходу німецьких військ він (Боровець) отримав на власну пропозицію, завдання створити особливу поліцейську частину, метою якої було очистити від більшовиків лісу Північної Волині». Після перших успішних бойових дій «Поліська Січ» отримала від вермахту частина зброї та спорядження. її чисельність певний час становила 2000-3000 осіб. Після очищення лісів на Поліссі та Північної Волині Т. Боровець вів переговори з вермахтом про операції в лісах Чернігівщини, але «через труднощі з опорядження та озброєння», план зазнав невдачі і «Поліська Січ» була розпущена, а сам Боровець пішов в підпілля. Німці кілька разів вели з ним переговори, намагалися виманити отамана і його організацію з підпілля, щоб потім використовувати, як антипартизанське поліцейське формування. Українських націоналістів навіть підозрюють у співпраці з Москвою. Крім того, в документі зазначено, що Боровець здійснює напади тільки з метою забезпечення своїх частин продовольством і агентурі вдалося захопити наказ під назвою «Закон Українського партизана». В ході його вивчення німецька поліція зробила висновок, що це — статут українських партизан, виданий «Поліською Січчю». Крім того отаман від німецької сторони отримав наступні пропозиції: його формування підпорядковуються німцям і допомагають ліквідувати радянський партизанський рух; заарештовані учасники «Поліської Січі» звільняються і зобов'язуються служити в німецькій поліції. Звичайно, такі вимоги не були прийнятними для української сторони і вони були відкинуті. Здійснюючи активну розробку руху отамана Тараса Бульби, німецька поліція встановила, що його загін налічує 300—350 осіб, але швидко може вирости до 2-3 тис. чоловік. Бульбівці мають широку підтримку від населення Костопільського, Березнівського та Людвіпольського районів Рівненської області. На травень 1943 німці планували застосували досить жорсткі методи для ліквідації «банди Боровця», а також виявлених оунівських організацій на Волині та Поліссі. Начальнику поліції безпеки і служби безпеки Рівненської округу в про час переговорів з Т. Боровцем вдалося виявити значну частину керівників і згодом заарештувати їх. «Для рішучої боротьби проти самої банди нині створена ударна група, якій додані відповідні частини поліції безпеки»[221].
6. У німецьких архівах зберігся досить великий документ — «Національно-український бандитський рух», датований 17 липня 1943. Він включає в себе карту. Там детально розповідається про рух Тараса Бульби-Боровця, яке у вересні 1942 року почало діяти в районі Сарн, Боровця автор відносить до прихильників ОУН-Б. Від початку 1943 року повстанський рух поширюється на ширші простори. Далі звіт представляє щомісячні інформації про діяльність УПА в різних районах, про ліквідацію в них німецької адміністрації і станиць жандармерії, про сутички і бої з німцями, про напади на польські поселення тощо. Наприклад, там говориться йдеться, що в березні 1943 року загони УПА здійснили 8 озброєний акцій проти німецької адміністрації, 57 нападів — в квітні, а в травні — вже 70. Також там зазначається, що бійці УПА відпускали на свободу потрапивших до них у полон німців, відбираючи у них зброю та уніформу[222].
7. Починаючи з кінця серпня 1943 року, крім відомостей, німці стали отримувати точніші відомості про керівний склад, ідеологія і цілі УПА. Один з вересневих документів Абверу (німецька розвідка) звертає увагу на те, що робота головного командування УПА спрямована на посилення організаторської та бойової активності націоналістичних загонів. На Західній Україні вже створені офіцерські і унтерофіцерскі школи і діють три головні ударні групи УПА під умовними назвами Північна, Центральна і Південна. Наприкінці червня 1943 околицях Житомира з'явилися місцеві націоналістичні групи силою по 500—800 чоловік кожна, які рейдували на схід по лінії Коростень-Радомишль-Макарів і займалися пропагандою серед місцевого населення. Особливо багато листівок було виявлено в околицях Звягеля і Коростишева. Далі в цьому документі розповідається про неукраїнських підрозділи в складі УПА, хоча мова там йшла лише про грузинську сотню[223].
8. 11 листопада 1943 армійська служба Fremde Hecre Ost («Чужі армії на Сході»), що аналізує звіти СС і поліції, прийшла до висновку, що всі націоналістичні сили на Волині та Поліссі об'єднані в єдину Українську повстанську армію (УПА) під командуванням "Клима Савура «. Її мета — „вільна незалежна Україна“. Загальна сила „українських національних банд“ становить 35-40 тис. чоловік[224].
9. Звіт від 5 грудня 1943 року цієї ж служби подає ще детальнішу інформацію про три волинські дивізії УПА: перша дивізія УПА під кодовою назвою „Заграва“ діє в районі Людвипіль, Городниці, Корець і налічує 10-12 тис. чоловік. На озброєнні дивізії має 2 гармати калібру „С“ (76 мм.), 4 протитанкові гармати з недостатньою кількістю боєприпасів і різноманітне стрілецьке озброєння. Друга дивізія „Північна“ базується в лісах біля села Степань (55 км на північ від Рівного). У своєму складі налічує 10 тис. чоловік. В її озброєння німці віднесли: 2 гармати 3-го калібру, 6 протитанкових гармат з обмеженою кількістю боєприпасів, важкі і легкі кулемети, міномети, рушниці. Керівником дивізії є „Дубовий“ (Іван Литвинчук). Третя дивізія „Ковельська“ знаходиться в лісосмузі 40 км на північний захід від селища Колки. її чисельність 10-12 тис. чоловік. Озброєння аналогічне як в дивізії „Заграва“. Керівником дивізії німці вважали Ананія Закоштуя, а начальником штабу полковника Леоніда Ступницького („Гончаренко“)[225].

## Звіти радянських партизан про антинімецьку діяльність УПА
Нижче представляємо підбірку радянських рапортів з Волині, що стосуються весни-осени 1943 року і німецьких каральних операцій проти УПА:
1. Згідно з даними, отриманими від комісара Шитова на 6.05.43 р бульбівці ведуть бої з німцями на правому березі річки Случ. У той же час, бандерівці готують напад за річкою Буг, де концентруються німці. Українські націоналісти ведуть агітацію серед українського населення, спрямовану проти німців і проти Радянської влади. У селах стоять великі хрести з написом: „Або здобудемо Самостійну Україну. Або загинемо за неї!“[226].
2. За даними в.о. начальника УШПР полковника Соколова на 5.06.43 р Кременецькому окрузі 6 квітня 43 р. німці оголосили надзвичайний стан через напад на них в цьому окрузі українських націоналістів „бандерівців“. Німців витіснили з багатьох населених пунктів, і їм вдалося відновити позиції за допомогою каральних загонів[227].
3. 7 липня 1943 року бульбівці в боях з польською поліцією і німцями у села Маринин відбили у німців важкий кулемет. В цей же час радянські партизани (не встановлено, з якого загону) захопили у бульбівців 2 кулемети. 8.07.43 року німці привели підкріплення, відбили у бульбівців кулемет, розігнали їх і спалили село Маринин[228].
4. За повідомленням радянського партизанського воєначальника Василя Бегми від 9 липня 1943 року, в селі Хараїмовка (Деражненського району, Рівненська область) 26 червня 1943 року сталася бій між УПА та німцями. Націоналісти втратили 19 чоловік убитими, а німці — 4 людини. Після перестрілки німці вирішили відступити з сила, але упівці влаштували на них засідку на виїзді і вбили ще 7 німців[227].
5. За повідомленням УШПР № 62 від 14 липня 1943 року, на початку місяця німецькі частини атакували загони Поліської січі в селі Степань (Рівненська обл.). В ході бою, що зав'язався, бульбівці знищили 15 німецьких солдатів, після чого німці все ж зайняли село, взяли в полон і розстріляли 200 націоналістів з бульбівського загону „Легенда“, залишки якого пішли в ліс. 6 липня 1943 р бульбівці напали на німецький гарнізон у Степані та знову зайняли село[229].
6. У Коростені 28 липня 1943 німцями розкрита місцева підпільна організація українських націоналістів, які мали на озброєнні гвинтівки, кулемети, пістолети та ін. 70 осіб заарештовано і направлено в Житомир. Згідно агентурних даних, німці влаштували в Житомирі спеціальний табір для утримання українських націоналістів[230].
7. За повідомленням Тимофія Строкача, датованим 29 липня 1943 року, в Олику (32 км від Луцька) 27 липня Волинської області прибуло 2500 гестапівців, знятих з Східного фронту, нібито для боротьби з націоналістами. Поліція відмобілізована[231].
8. У повідомленні УШПР № 68 від 31 липня вказувалося, що бульбівці у невстановлений час вбили районних господарських керівників («ландвіртов») Демидівського та Вербівського районів. В помсту за цей інцидент німці повністю спалили села Демидівку (85 км на південь від м Луцька) і Верби (60 км на південний захід від м. Рівне), а також 13 липня завдали бомбових села Уженець (42 км на південний захід від м Рівне) та Малин (24 км на південний схід від міста Луцька)[232].

## Завершення боротьби
Наприкінці 1943 року, в зв'язку з наближенням лінії фронту до районів діяльності УПА, ОУН-Б взяла курс на максимальне згортання наступальних дій проти німців і почала збирати свої сили на боротьбу проти СРСР. Останнім кроком в напрямку остаточного згортання антинімецького фронту ОУН і УПА можна вважати частину 1 наказу командира групи УПА «Захід-Карпати» Олександра Луцького від 22 серпня 1944 року, в якому зазначалося, що «німці з відпущенням української території перестають бути для нас окупантом і головним ворогом». Виходячи з цього, в наказі зверталася увага на необхідність «збереження народної енергії на рішучу і остаточну розправу з головним ворогом України (більшовиками)».
Восени 1944 конфлікт УПА з Третім Райхом припиняється: по-перше, завершується німецька окупація України, по-друге: суттєво змінилася зовнішньополітична ситуація. До кінця 1944 року, за мірою того, як Червона армія просувалася на Захід до кордонів Німеччини, керівництво Третього Райху переглянуло ставлення до українського націоналізму і УПА як потенційного союзника у війні проти СРСР. Німецька пропаганда починає схвально відгукуватися про УПА. Восени 1944 року з нацистських концтаборів випущено багато діячів українського визвольного руху. Серед них: Степан Бандера, Андрій Мельник, Тарас Бульба-Боровець. Німецька влада мала намір використовувати українські націоналістичні організації для підривної діяльності в тилу Червоної армії. С. Бандера і Ярослав Стецько у квітні 1944 року на нараді обговорювали завдання підривної діяльності проти СРСР з керівником таємних операцій вермахту Отто Скорцені. Представники ОУН(б) та УПА, яку створила ОУН(б), в цей час проводили переговори, почали і продовжували співпрацювати з німцями, хоча інші підрозділи УПА ще воювали з нацистами в 1944 році. В березні 1945 року у Веймарі за підтримки німецької влади виник Український національний комітет — орган, що нагадував уряд у екзилі. До нього увійшли українські націоналістичні організації, включно з бандерівцями й мельниківцями. Головою комітету став генерал-лейтенант УНА Павло Шандрук. Однак, комітет не встиг розгорнути діяльності, бо на початку травня 1945 Третій Рейх капітулював, відповідно й УНК було ліквідовано. Після Другої світової в Європі більшість керівних діячів ОУН обох фракцій опинилися в зоні окупації західних союзників.